# 렉싱턴 콩코드 전투
1775년 4월 19일에 발생한 렉싱턴 콩코드 전투(영어: Battles of Lexington and Concord)는 미국 독립 전쟁 당시 영국 육군과 애국파 민병대 사이에 벌어진 최초의 주요 군사 작전이었다. 교전 병력은 매사추세츠만 식민지의 미들섹스군 내 렉싱턴, 콩코드, 링컨, 메노토미 (현 알링턴), 케임브리지 등 여러 마을에서 하루 종일 교전을 벌였다.
보스턴 차 사건 (1773년) 이후 그레이트브리튼 의회는 억압적인 매사추세츠 정부법을 포함한 참을 수 없는 법 (1774년 초)을 통과시켰다. 서퍽군 (매사추세츠주)의 애국파 (식민지) 지도자들은 법에 저항하여 서퍽 결의를 채택했다. 지도자들은 애국파 임시 정부인 매사추세츠 임시 의회를 구성하고 잠재적인 적대 행위에 대비하여 지역 민병대를 훈련시키도록 촉구했다. 임시 의회는 사실상 보스턴 외곽의 식민지를 통제했다. 9월 17일, 제1차 대륙회의는 서퍽 결의를 지지했다. 이에 대응하여 1775년 2월, 영국 정부는 매사추세츠가 반란 상태에 있다고 선언했다.
1775년 4월 18일, 프랜시스 스미스 중령이 지휘하는 보스턴 주둔 영국 정규군 약 700명은 콩코드에 보관되어 있다고 알려진 식민지 군수품을 압수하고 파괴하라는 비밀 명령을 받았다. 효과적인 군사정보 수집을 통해 애국파 지도자들은 영국군 원정대보다 몇 주 전에 보급품이 위험에 처할 수 있다는 소식을 듣고 대부분을 다른 곳으로 옮겨놓았다. 전투 전날 밤, 폴 리비어, 윌리엄 도스, 새뮤얼 프레스콧을 포함한 여러 기마병들이 보스턴에서 다가오는 영국군 계획과 원정대에 대해 지역 민병대에게 경고했다.
애국파 민병대와 정규군 사이의 첫 총성은 4월 19일 해가 뜰 무렵 렉싱턴에서 발사되었다. 민병대원 8명이 사망하고 10명이 부상을 입었다. 영국군 병사는 단 한 명만이 부상을 입었다. 수적으로 열세인 민병대는 재빨리 후퇴했고 정규군은 콩코드로 진격하여 보급품을 수색하기 위해 중대로 나뉘었다. 콩코드의 올드 노스 브리지에서 약 400명의 민병대원이 오전 11시경 100명의 정규군과 교전하여 양측에 사상자가 발생했다. 수적으로 열세인 정규군은 후퇴하여 콩코드의 영국군 주력 부대에 합류했다.
그 후 영국군은 군수품 수색에 대부분 실패한 후 보스턴으로 돌아오는 행군을 시작했다. 한편, 이웃 마을에서 더 많은 민병대원들이 귀환 경로를 따라 도착했다. 양측 군대는 하루 종일 행군 중 여러 곳에서 총격전을 벌였다. 스미스 중령의 부대는 귀환 중 중요한 시기에 렉싱턴에서 퍼시 백작의 병력으로 보강되었다. 약 1,700명의 연합 영국군은 맹렬한 포격 아래 보스턴으로 돌아왔고, 막대한 손실을 입은 후 결국 찰스타운의 안전지대에 도달했다. 민병대는 찰스타운과 보스턴으로 통하는 좁은 육상 통로를 봉쇄하여 보스턴 포위전을 시작했다.

## 배경

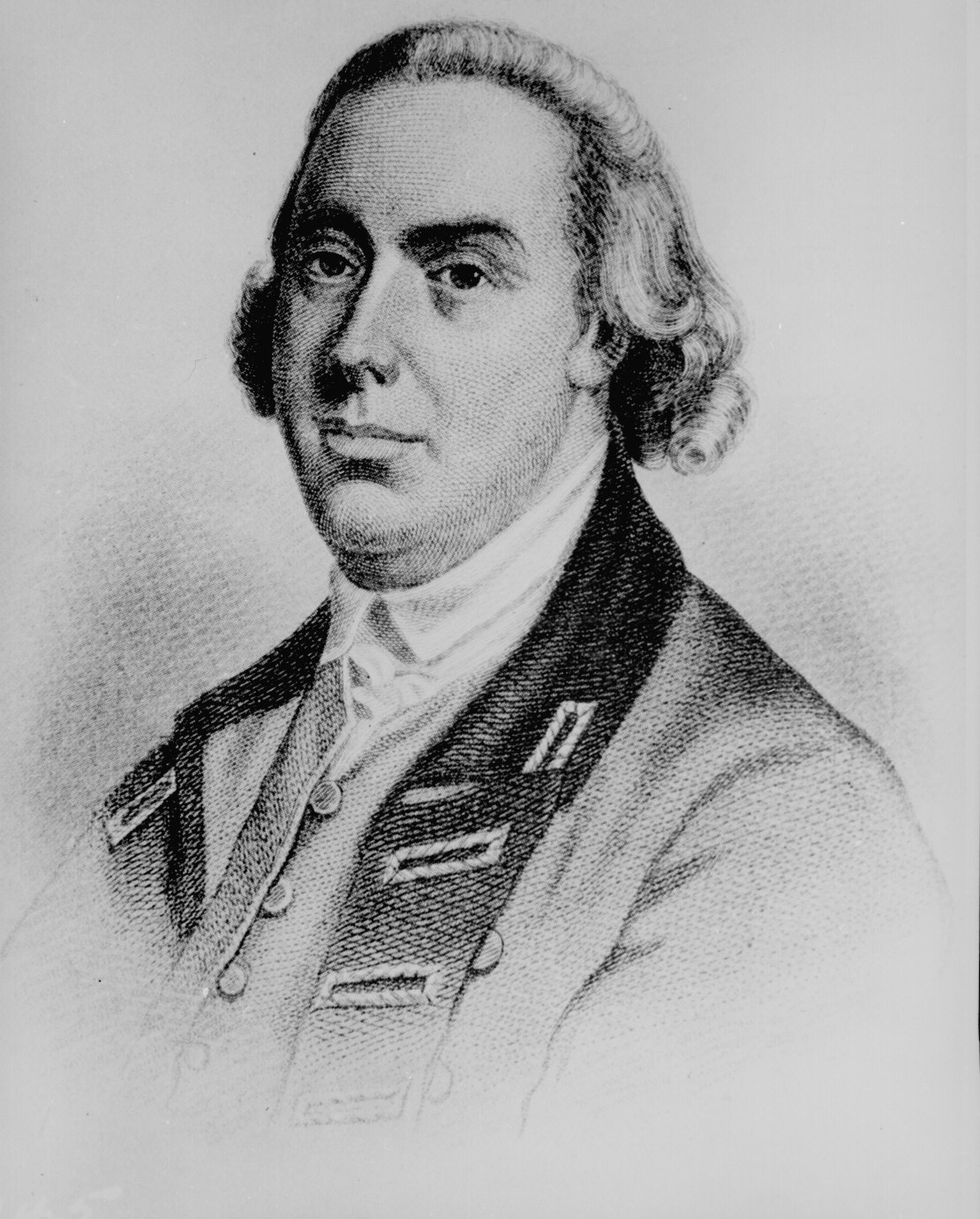
토머스 게이지

영국군은 1768년에 보스턴을 점령했다. 영국 왕립 해군 부대와 영국 왕립 해병대는 식민지 주민들이 1774년 강압적인 법안이라고 불렀던 (나중에 역사가들이 참을 수 없는 법으로 재명명한) 법안을 시행하기 위해 추가되었다. 영국 의회는 보스턴 차 사건 및 기타 항의 행위에 대해 매사추세츠만 식민지를 처벌하기 위해 이러한 조치를 시행했다. 이에 대응하여 1774년 여름, 매사추세츠 서퍽군의 식민지 지도자들은 강압적인 법안을 위헌으로 선언하고, 영국에 대한 제재를 권고하며, 매사추세츠 주민들에게 자체 정부를 구성하고 이를 방어하기 위해 싸울 것을 촉구하는 서퍽 결의를 채택했다. 제1차 대륙회의는 1774년 9월 17일에 이 결의를 지지했다. 매사추세츠의 군정 총독 토머스 게이지는 매사추세츠 정부법에 따라 기존 식민지 정부를 효과적으로 해산시켰다. 그 후 서퍽 결의에 따라 식민지 주민들은 매사추세츠 임시 의회를 구성했다.
게이지는 또한 보스턴에 주둔한 약 3,000명의 영국군 총사령관이었다. 그는 애국파 휘그당이 다수이고 친영 토리당이 소수였던 식민지 저항으로 인해 보스턴 외곽의 매사추세츠에 대한 통제권을 잃었다. 게이지는 작고 은밀하며 신속한 군사 공격을 사용하여 보스턴 외곽의 애국파 민병대에서 군사 보급품을 제거함으로써 애국파와의 공개적인 충돌을 피하려고 계획했다. 그러한 공격 중 하나에서 영국군은 보급품을 압수했지만, 애국파는 거의 무혈 사건으로 알려진 화약 경보 시리즈에서 다른 수색으로부터 보급품을 숨기는 데 성공했다.
식민지 민병대는 식민지 정착이 시작될 때부터 미국 원주민의 공격에 대비하여 구성되었다. 이 병력은 1754년부터 1763년까지 프렌치 인디언 전쟁에서도 영국군과 함께 싸우면서 활동했다. 뉴잉글랜드 식민지 법에 따라 마을은 16세 이상의 모든 남성으로 구성된 민병대를 구성해야 했고(면제자도 있었음) 구성원들이 적절하게 무장하도록 보장해야 했다. 매사추세츠 민병대는 식민지 정부의 관할 아래 운영되었지만, 뉴잉글랜드 전역에서 그랬던 것처럼 민병대원들은 자체 장교를 선출했다.

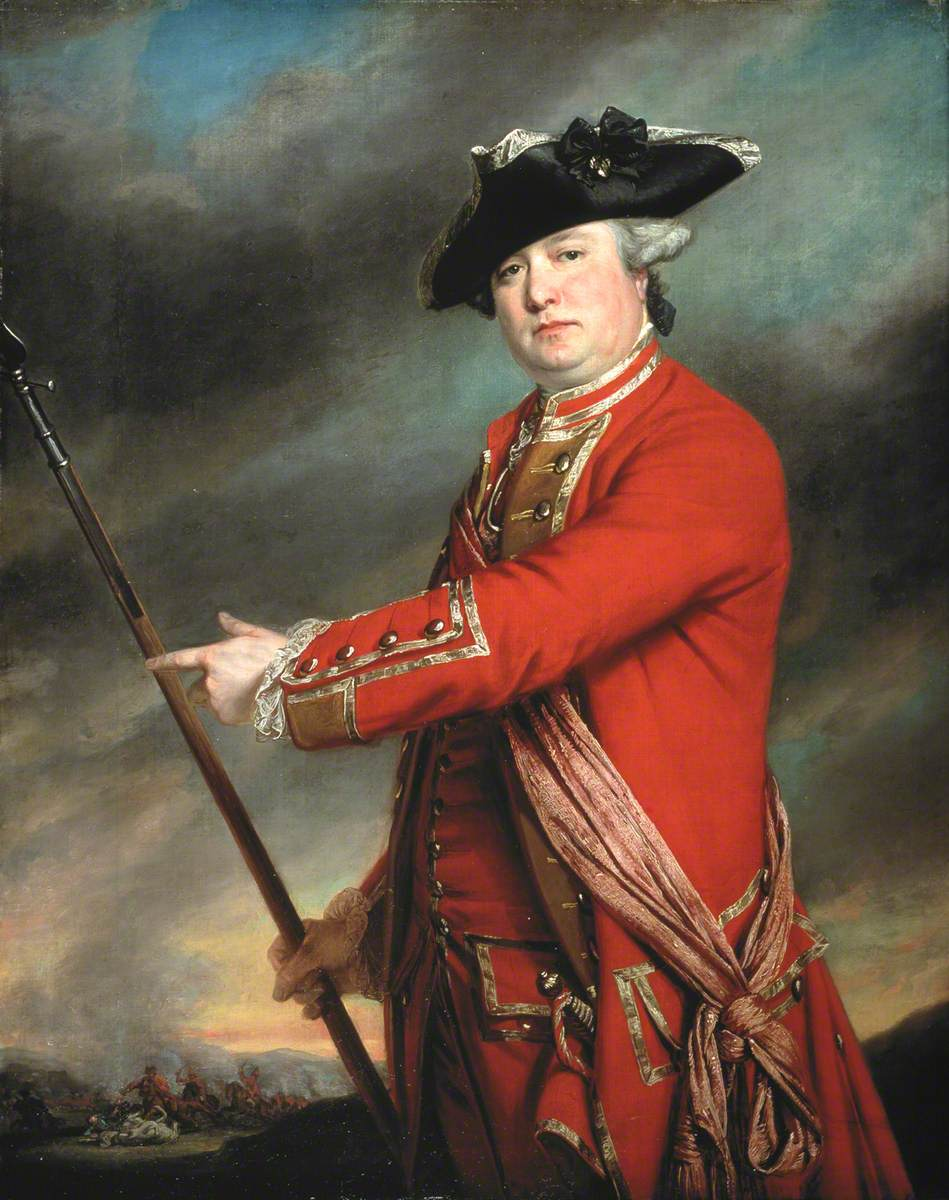
1763년에 그린 원정대 사령관 프랜시스 스미스의 초상화

1775년 2월 조지 3세에게 보낸 연설에서 의회의 양원 모두 매사추세츠만 식민지에 반란 상태가 존재한다고 선언했다. 의회는 매사추세츠 주민 중 일부가 다른 식민지에서 불법적인 연합과 참여를 조장했다고 보고했다. 그들은 이러한 반항적인 행동이 불필요하다고 지적했는데, 이는 의회가 식민지 주민들의 "진정한 불만"(추가 설명 없이)에 주의를 기울일 것이기 때문이었다. 의회는 왕에게 법과 의회 및 왕의 권위에 대한 복종을 강제할 것을 요청했다.

### 영국군의 준비
1775년 4월 14일, 게이지는 국무장관 다트머스 백작 윌리엄 레그로부터 반군을 무장 해제하고 그 지도자들을 투옥하라는 지시를 받았다. 게이지의 즉각적인 행동 결정은 4월 15일에 익명의 매사추세츠 임시 의회 스파이로부터 받은 정보에 영향을 받았을 수 있는데, 그는 게이지에게 의회가 무력 저항의 필요성에 대해 분열되어 있다고 말했다. 그는 또한 의회가 18,000명의 뉴잉글랜드군을 모집하는 데 협력을 요청하기 위해 다른 뉴잉글랜드 식민지에 대표단을 보냈다고 조언했다.
4월 18일 아침, 게이지는 노섬벌랜드 제5보병연대 소속 미첼 소령의 지휘 아래 약 20명의 기마 순찰대를 주변 지역으로 보내 말을 타고 있을 수 있는 전령을 가로채도록 명령했다. 이 순찰대는 보스턴에서 나간 과거 순찰대와는 다르게 행동했는데, 밤에도 계속 머무르며 여행자들에게 새뮤얼 애덤스와 존 핸콕의 위치를 물었다. 이것은 의도치 않게 많은 주민들을 경고하고 그들의 대비를 증가시키는 효과를 낳았다. 특히 렉싱턴 민병대는 보스턴에서 직접 소식을 받기 몇 시간 전인 그날 저녁 일찍 집결하기 시작했다.
영국군 중령 프랜시스 스미스는 4월 18일 오후에 게이지로부터 병력이 움직이기 전까지는 읽어서는 안 되는 명령을 받았는데, 이는 그에게 원정대를 지휘하도록 지시하는 것이었다. 게이지는 스미스에게 보스턴에서 콩코드로 신속하고 은밀하게 진격하여 모든 군수품을 압수하고 파괴하되, 병사들이 약탈하거나 사유 재산을 훼손하지 않도록 주의하라고 말했다. 게이지는 반군 지도자들을 체포하기 위한 서면 명령을 내리지 않기로 결정했는데, 이는 봉기를 촉발할 수 있다고 우려했기 때문이었다.

### 미국군의 준비

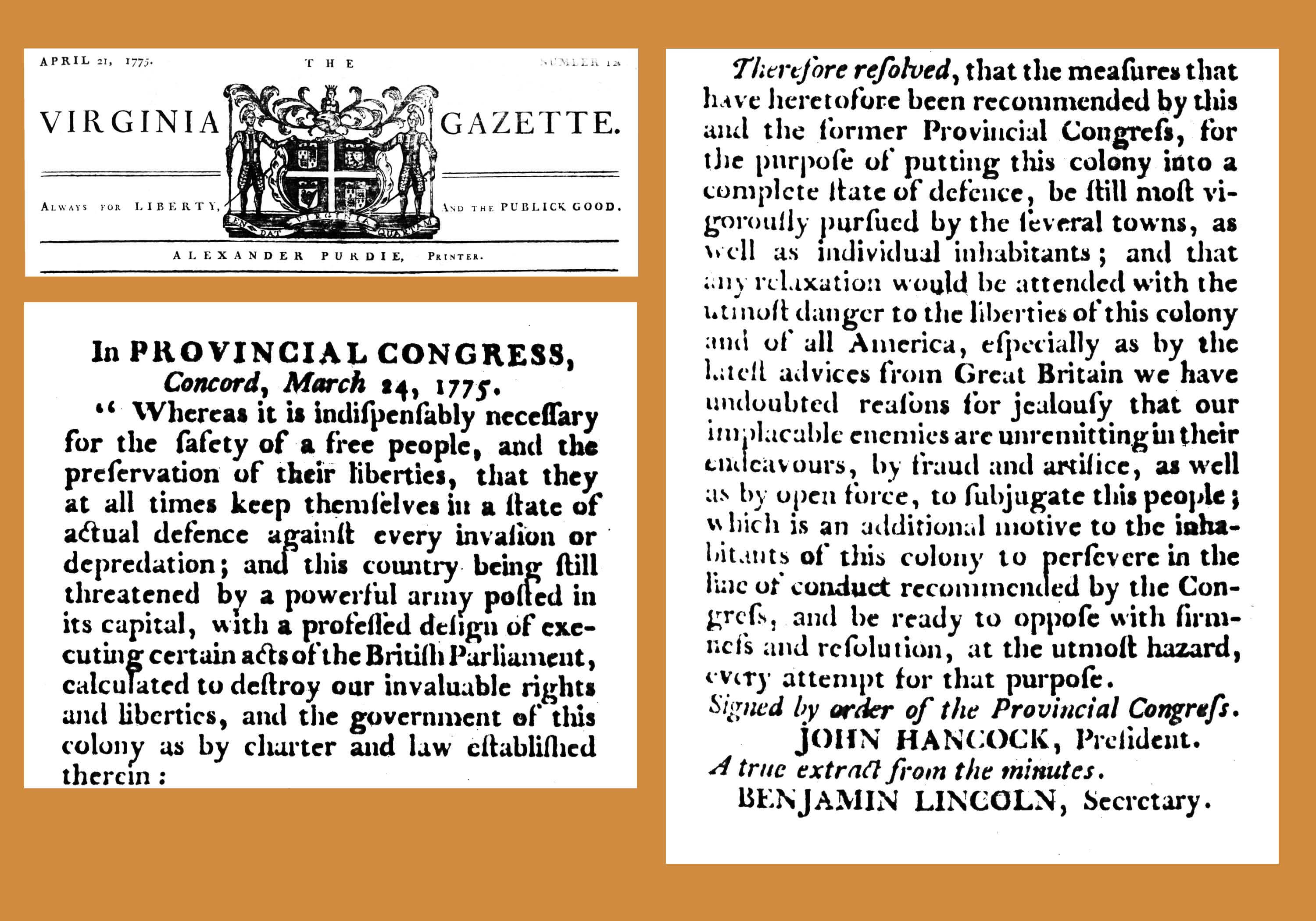
1775년 3월 24일, 존 핸콕이 서명한 결의안은 "이 식민지를 완전한 방어 상태로 만드는 조치들이 여러 마을과 개별 주민들에 의해 여전히 가장 강력하게 추진되어야 한다"고 결의했다.

매사추세츠 민병대는 콩코드와 더 서쪽의 우스터에 무기, 화약, 보급품을 비축해 두었다. 3월 30일 보스턴에서 워터타운까지 대규모 정규군 원정대가 지역에 경보를 울린 후, 필라델피아 신문인 펜실베이니아 저널은 정규군이 콩코드, 즉 임시 의회의 소재지이자 군수품 및 보급품 저장소로 향했다고 보도했다. 이 기사는 영국군이 곧 콩코드에 또 다른 원정대를 파견하여 비축품을 압수할 것이라고 추측했다.
1775년 3월 30일, 매사추세츠 임시 의회는 게이지 사령부의 병력 500명 이상이 포병과 수하물을 가지고 보스턴에서 행군하는 것은 의회의 최근 결의에 따라 무력으로 최근 법안을 시행하려는 시도로 간주되어야 한다고 결의했다. 이 결의는 그러한 시도가 저항되어야 하며 애국파는 전적으로 방어적인 군사력을 형성해야 한다고 명시했다.
폴 리비어와 조지프 워런을 제외한 애국파 지도자들은 4월 8일까지 보스턴을 떠났다. 애국파는 게이지 자신에게 도달하기 전에 런던 소식통으로부터 다트머스의 게이지 장군에게 보낸 비밀 지시를 들었다. 애덤스와 핸콕은 즉각적인 체포 위협을 피하기 위해 보스턴을 떠나 핸콕의 친척인 조나스 클라크의 집인 핸콕-클라크 하우스로 피신했다.

### 민병대 집결

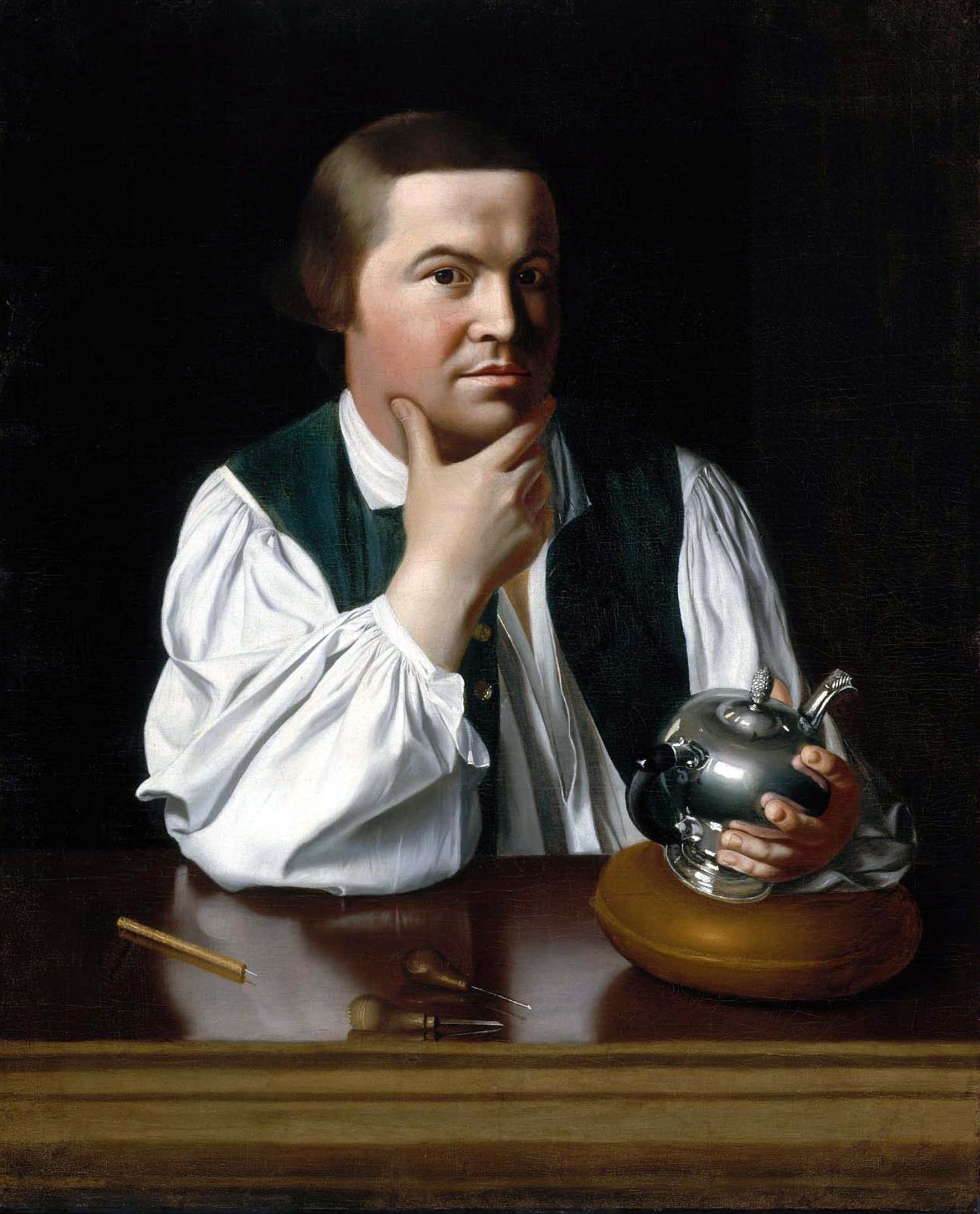
은세공사 폴 리비어와 다른 여러 기마 전령들이 정규군이 보스턴을 떠났다는 경보를 울렸다.

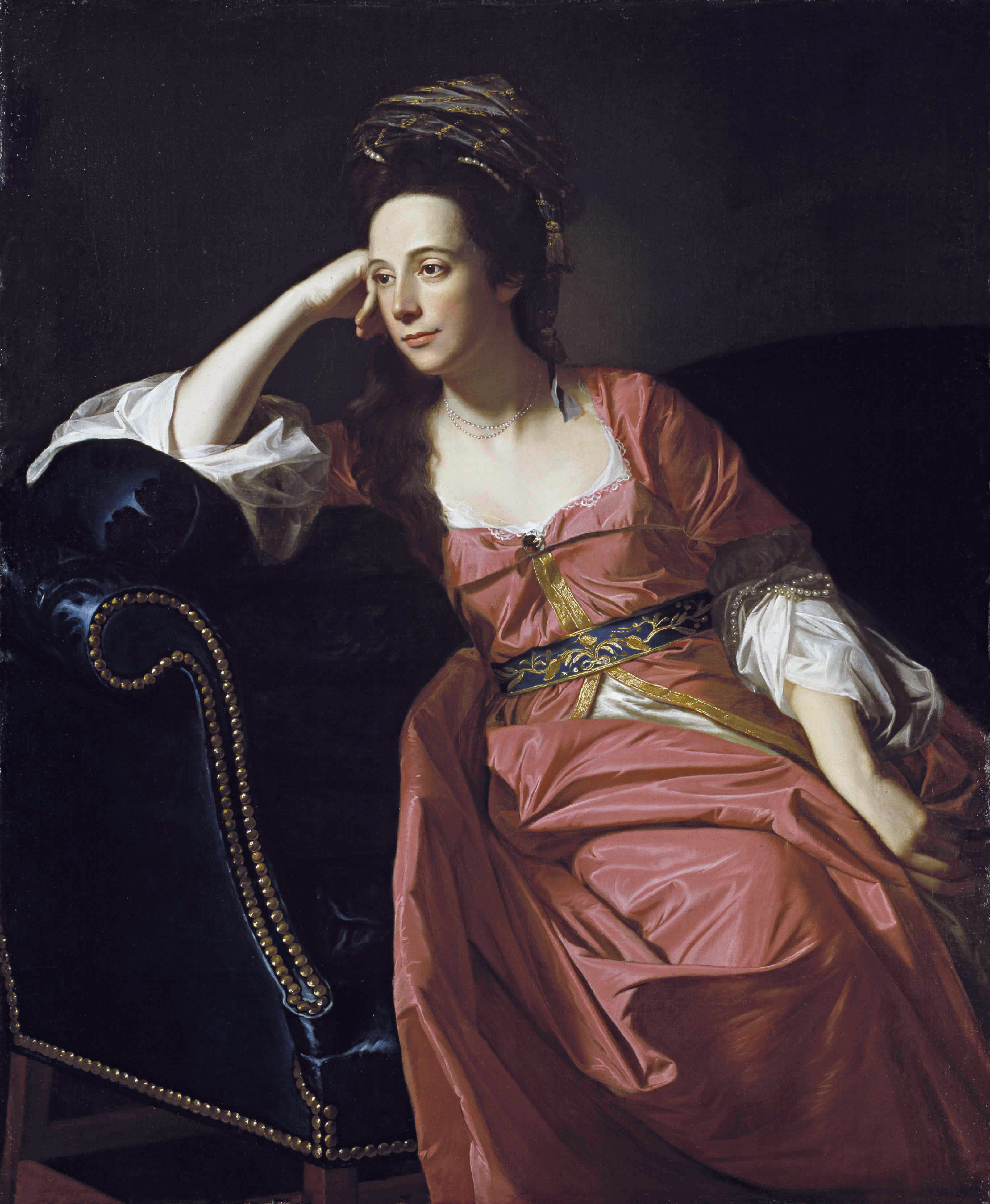
마거릿 켐블 게이지가 반군에게 군사 정보를 제공했을 수도 있다.

1775년 4월 18일 밤 9시에서 10시 사이, 조지프 워런은 폴 리비어와 윌리엄 도스에게 영국군이 보스턴에서 케임브리지와 렉싱턴, 콩코드 방면으로 향하는 배에 탑승할 것이라고 말했다. 워런의 정보에 따르면 정규군의 가장 유력한 목표는 애덤스와 핸콕의 체포였다. 애국파는 처음에는 콩코드의 보급품이 안전했기 때문에 콩코드로 향하는 정규군 행진에 대해 걱정하지 않았지만, 렉싱턴의 지도자들이 그날 밤의 잠재적인 위험을 모른다는 점을 우려했다. 리비어는 워런 및 도스와 함께 먼저 보스턴의 올드 노스 교회 첨탑에 등불을 걸어 찰스타운에 신호를 보냈다. 그들은 "땅이라면 하나, 바다라면 둘"이라는 신호를 사용했는데, 영국군이 오직 육로로만 움직인다면 등불 하나, 더 짧은 수상 이동으로 시작한다면 등불 두 개를 사용하는 식이었다. 리비어와 도스는 그 후 폴 리비어의 밤샘 질주를 하여 애덤스와 핸콕에게 경고하고 인근 마을의 식민지 민병대에게 원정대에 반대하도록 집결하라고 알렸다.
식민지 주민들은 게이지가 영국군 하사관 및 심지어 작전을 지휘하는 장교들로부터도 세부 사항을 숨기려 노력했음에도 불구하고 4월 19일이 계획된 원정 날짜임을 알고 있었다. 합리적인 추측에 따르면 이 정보의 비밀 출처는 게이지 장군의 뉴저지 태생 아내인 마거릿 켐블 게이지였을 가능성이 높았는데, 그녀는 식민지 대의에 동정적이었고 워런과 친밀한 관계였다.
리비어와 도스가 렉싱턴에 도착한 후, 그들은 핸콕, 애덤스, 민병대 지도자들과 상황을 논의했다. 그들은 다가오는 영국군이 너무 많아 단순히 두 사람을 체포하기에는 무리가 있었고, 콩코드가 주요 목표라고 믿었다. 렉싱턴 사람들은 그 후 주변 마을로 기마병을 파견했고, 리비어와 도스는 새뮤얼 프레스콧과 동행하여 콩코드 방향으로 계속 이동했다. 링컨에서 기마병들은 미첼 소령이 이끄는 영국군 순찰대와 마주쳤다. 리비어는 붙잡혔고, 도스는 말에서 떨어졌으며, 프레스콧만이 콩코드에 도달하는 데 성공했다. 더 많은 기마병들이 콩코드에서 다른 마을로 보내졌다. 프레스콧의 소식을 듣자, 콩코드 주민들은 남은 비축품을 다른 인근 마을로 옮기기로 결정했다.
리비어, 도스, 프레스콧의 질주는 식민지 주민들이 화약 경보에 대한 미약한 반응 때문에 몇 달 전에 신중하게 개발한 유연한 "경보 및 집결" 체계를 촉발시켰다. 메시지를 전달하는 특사 외에도 식민지 주민들은 종, 북, 경보 총, 모닥불, 트럼펫을 사용하여 마을에서 마을로 신속하게 통신했다. 그들은 매사추세츠 동부의 수십 개 마을의 애국파에게 500명 이상의 정규군이 보스턴에서 오고 있다고 알리기 위해 민병대를 집결시키도록 통보했다. 이 체계는 매우 효과적이어서 보스턴에서 25 마일 (40 km) 떨어진 마을 사람들도 영국군이 케임브리지에서 배에서 내리고 있을 때 이미 움직임을 파악하고 있었다. 이러한 초기 경보는 그날 나중에 영국군에게 심각한 사상자를 입힐 만큼 충분한 수의 민병대원을 집결시키는 데 결정적이었다. 애덤스와 핸콕은 안전한 곳으로 옮겨졌는데, 처음에는 현재 벌링턴으로 불리는 마을로, 나중에는 빌러리카로 옮겨졌다.
이날 전체 식민지군은 지역 민병대 및 미닛맨 중대로부터 약 4,000명의 민병대원을 포함했다. 임시 의회가 지역 중대를 지정된 사령관과 함께 연대 및 여단으로 조직했음에도 불구하고, 부대들은 하루 종일 산발적으로 나타났다. 주변 지역의 30개 마을에서 전투에 병력을 보냈다. 오후가 되자 많은 연대 사령관들이 참석하여 협력적으로 행동했다. 여러 지방 장군들은 그날 전투 중 현장으로 향하고 있었지만 전체 지휘권을 행사할 위치에 있지 않았다. 매사추세츠 록스버리의 윌리엄 히스 준장은 그날 말 전투의 한 국면을 지휘했다.

### 영국군의 전진
4월 18일 해질 무렵, 게이지 장군은 프로빈스 하우스에서 고위 장교들과 회의를 가졌다. 그는 다트머스 경이 식민지 주민들에 대한 조치를 취하라고 명령했다고 그들에게 말했다. 게이지는 그들에게 그의 연대 최고령 대령인 스미스 중령이 원정대를 지휘할 것이며, 존 핏케언 소령이 그의 작전 장교가 될 것이라고 알렸다. 회의는 오후 8시 30분경에 끝났다. 그 후 퍼시 백작 준장은 보스턴 코먼에서 마을 사람들과 어울렸다. 한 보고에 따르면, 그곳 사람들은 마을의 영국군 병사들의 특이한 움직임에 대해 이야기하고 있었다. 퍼시가 한 남성에게 질문하자, 그 남성은 정규군이 콩코드에서 대포를 확보하는 데 성공하지 못할 것이라고 말했다. 퍼시는 재빨리 프로빈스 하우스로 돌아와 충격받은 게이지 장군에게 이 발언에 대해 말했다. 게이지는 그 후 전령들이 보스턴을 떠나지 못하도록 명령을 내렸다. 그러나 리비어와 도스는 이미 떠난 후였다.
약 700명의 보병으로 구성된 정규군은 게이지의 13개 점령 보병 연대 중 11개 연대에서 차출되었다. 피트케언 소령은 10개의 정예 경보병 중대를 지휘했고, 벤저민 버나드 중령은 11개의 척탄병 중대를 지휘했으며, 이들은 스미스의 총지휘를 받았다.
원정대에 배정된 병사들은 4보병연대 (킹스 오운), 노섬벌랜드 제5보병연대, 10보병연대, 18보병연대 (왕립 아일랜드), 23보병연대, 38보병연대, 43보병연대, 47보병연대, 59보병연대와 해병대 1대대에서 온 350명의 척탄병 중대를 포함했다. 척탄병 중대를 보호하는 것은 4보병연대, 5보병연대, 10보병연대, 23보병연대, 38보병연대, 43보병연대, 47보병연대, 52보병연대, 59보병연대, 그리고 해병대 1대대에서 온 약 320명의 경보병이었다. 각 중대는 자체 소위가 있었지만, 그들을 지휘하는 대부분의 대위는 보스턴의 모든 연대에서 자원하여 무작위로 중대에 배정된 사람들이었다. 지휘관과 중대 사이의 익숙함 부족은 전투 중에 문제를 야기할 것이었다.
영국군은 4월 18일 밤 9시에 병사들을 깨워 밤 10시까지 보스턴 코먼 서쪽 끝 수변에 집결시켰다. 스미스 대령은 늦게 도착했다. 조직적인 선박 적재 작업이 없어 집결지에서는 혼란이 발생했다. 해군 바지선(수송 및 상륙정)은 너무 빽빽하게 채워져 병사들이 앉을 공간도 없었다. 자정 무렵, 병력은 케임브리지의 핍스 농장 근처에서 허리 깊이의 물에 상륙했다. 장비를 내리는 데 오랜 시간을 보낸 후, 정규군은 오전 2시경 콩코드까지 17 마일 (27 km) 행군을 시작했다. 기다리는 동안 그들은 추가 탄약, 차가운 소금에 절인 돼지고기, 단단한 건빵을 받았다. 야영하지 않을 것이었기 때문에 배낭은 휴대하지 않았다. 그들은 하버색 (식량 가방), 물통, 머스킷, 장비를 휴대하고 젖고 진흙투성이의 신발과 축축한 군복을 입고 행진했다. 메노토미를 통과할 때, 시골 전역에 울리는 식민지 경보 소리는 임무를 아는 소수의 장교들로 하여금 전략적인 기습 요소를 잃었다는 것을 깨닫게 했다.
오전 3시경, 스미스 대령은 피트케언 소령에게 여섯 개 경보병 중대를 이끌고 콩코드로 급속 행군하라고 명령했다. 오전 4시경 스미스는 현명하지만 늦은 결정으로 보스턴으로 지원 병력을 요청하는 전령을 보냈다.

## 전투

### 렉싱턴

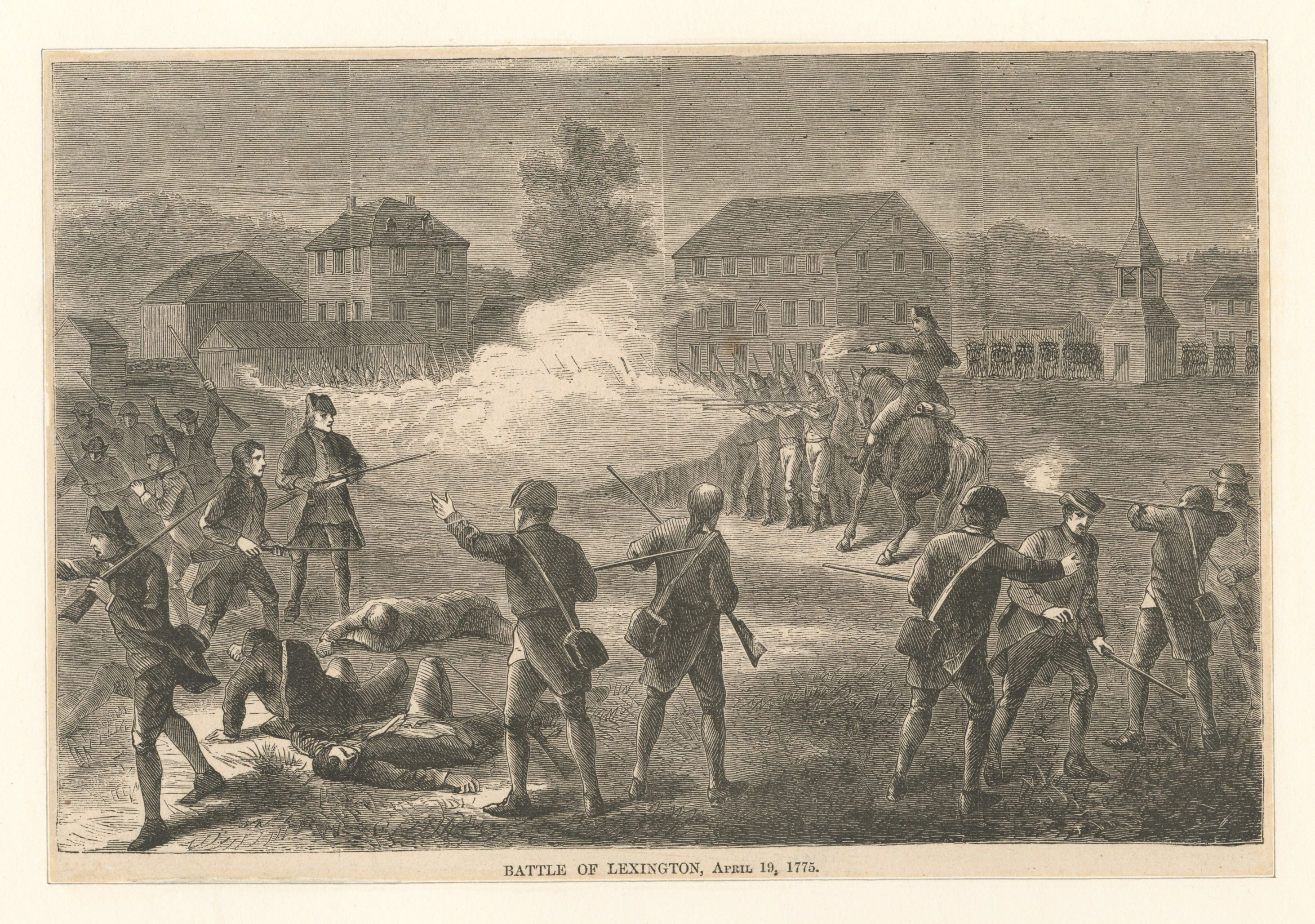
1775년 4월 19일 렉싱턴 전투, 뉴욕 공립도서관

종종 전투라고 불리지만, 렉싱턴의 교전은 단지 작은 접전 또는 소규모 교전에 불과했다. 1775년 4월 19일 해가 뜰 무렵 피트케언 지휘 하의 정규군 선봉대가 렉싱턴에 진입했을 때, 약 80명의 렉싱턴 민병대원들이 벅맨 선술집에서 나와 렉싱턴 커먼에 줄지어 서서 그들을 지켜보고 있었다. 40명에서 100명 사이의 관중들이 길가에서 지켜보고 있었다. 민병대원들은 청교도 시대부터 내려온 지역 민병대 조직 방식인 렉싱턴의 "훈련대" 소속이었고, 미닛맨 중대가 아니었다. 민병대 지도자인 프렌치 인디언 전쟁의 베테랑인 존 파커 대위는 결핵을 앓고 있어 그의 거친 목소리는 듣기 어려웠을 수 있다. 밤새도록 영국군 병력이 나타나지 않아 (그리고 리비어의 경고가 정확했는지 궁금해하며) 기다린 후, 오전 4시 15분경 파커는 확인을 받았다. 파커가 이전에 보냈던 마지막 정찰병인 타데우스 보먼이 말을 타고 와서 파커에게 정규군이 대규모로 오고 있으며 가까이 있다고 말했다.
파커는 그의 중대를 열병식 대형으로 렉싱턴 커먼에 눈에 띄게 (벽 뒤가 아닌) 배치했지만, 콩코드로 가는 길을 막지는 않았다. 민병대는 결연한 태도를 보였지만, 정규군의 행진을 막으려는 시도는 하지 않았다. 파커는 자신의 중대가 상대가 되지 않는다는 것을 알고 있었고, 아무런 목적 없이 병사들을 희생할 생각은 없었다. 그는 콩코드에 있는 식민지 주민들의 화약과 군수품 대부분이 숨겨져 있었고, 아직 전쟁이 선포되지 않았다는 것을 알고 있었다. 그는 또한 영국군이 이전에 그러한 원정대를 보냈다가 아무것도 찾지 못하고 보스턴으로 돌아갔다는 것을 알고 있었다.
수년 후, 민병대원 중 한 명인 아이제이아 토마스는 파커의 말을 전투 현장에 새겨진 돌에 새겨진 대로 회상했다: "제자리를 지켜라; 먼저 총을 맞지 않으면 쏘지 마라, 하지만 그들이 전쟁을 시작하려 한다면 여기서 시작하게 하라." 전투 후 파커의 선서 진술서에 따르면, 그는 다른 사람들과 상의한 결과 커먼에 모인 민병대가 정규군과 교전해서는 안 된다는 결론을 내렸다. 정규군이 접근하자 그는 민병대에게 해산하고 발포하지 말라고 명령했다. 그는 영국군이 나타나자 즉시 민병대에게 돌격하여 아무런 도발 없이 발포하여 그의 병사 8명을 살해했다고 증언했다.
영국 해병대 소위 제시 아데어는 선봉대를 이끌고 먼저 오른쪽으로 꺾어 중대들을 커먼 자체로 이끌어 혼란스러운 시도로 민병대를 포위하고 무장 해제시키려 했다. 피트케언 소령은 선봉대 후방에서 도착했다. 피트케언은 그의 세 중대를 왼쪽으로 이끌어 멈췄다. 스미스 대령 지휘하의 나머지 중대는 더 아래쪽에 있었다. 피트케언은 아마도 정규군에게 민병대에게 진격하라고 명령했지만, 적어도 한 보고서에 따르면 선두에 선 장교는 윌리엄 서덜랜드 중위였으며, 그는 애국파에게 해산하고 "무기를 내려놓으라, 망할 반란군아!"라고 명령했다고 한다. 다른 애국파 보고서는 세 명의 영국 장교가 돌격을 이끌었으며 선두에 선 장교가 발포 명령을 내렸다고 진술했다. 상당한 고함으로 인한 혼란 속에서 일부 애국파는 파커의 거친 목소리의 퇴장 명령을 듣지 못했고 영국군이 돌격하자 천천히 떠났다. 아무도 무기를 던지지 않았다.

#### 첫 발사: 상충되는 증언

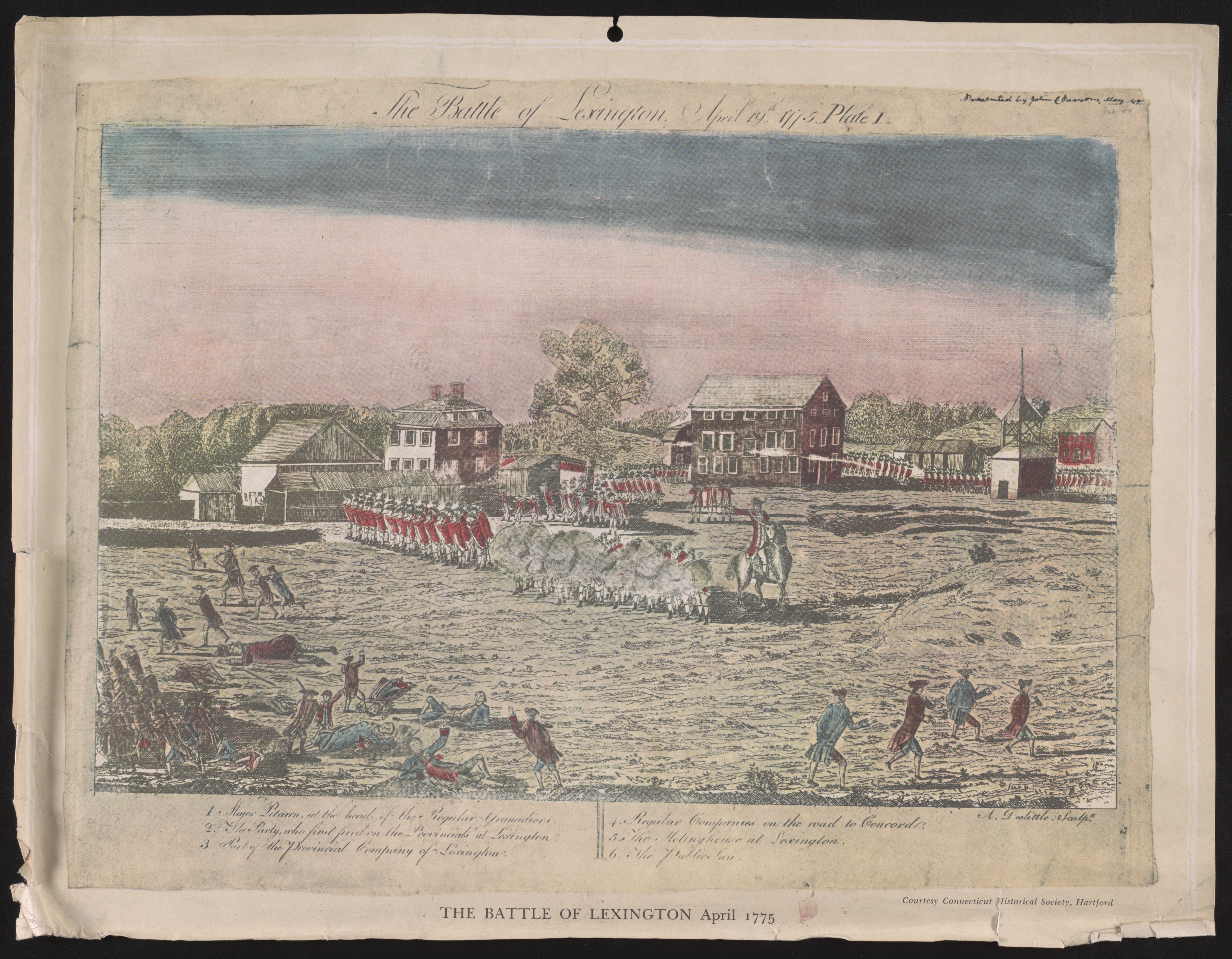
1775년 아모스 둘리틀의 네 가지 판화 중 첫 번째. 둘리틀은 전투 현장을 방문하여 병사들과 목격자들을 인터뷰했다. 논란의 여지가 있는 요소들, 어쩌면 부정확한 부분이 포함되어 있다. 민병대의 발포가 있었을 수 있지만 묘사되어 있지 않다.

렉싱턴에서 영국군과 애국파 병사들의 증언과 후대 역사가들의 분석은 누가 첫 발을 쏘았는지, 그리고 어떤 확정적인 결론을 내릴 수 있는지에 대해 의견이 다르다. 현대 역사가 데이비드 해켓 피셔는 영국군 사령관 피트케언과 애국파 사령관 파커 모두 병사들에게 발포를 중지하라고 명령했지만, 알 수 없는 사람으로부터 총성이 발사되었다고 썼다. 일부 증인들(양측)은 상대방이 먼저 발사했다고 주장했지만, 훨씬 더 많은 증인들은 어느 쪽이 먼저 발사했는지 모른다고 주장했다. 양측의 일부 병사들은 초기 총성이 커먼에서 서로 마주보고 있던 병사들로부터 직접 나온 것이 아니라고 진술했다. 피셔는 거의 동시에 여러 발의 총성이 발사되었을 가능성을 제시했다. 피셔는 일부 민병대원들은 정규군이 화약만 발사하고 실탄은 발사하지 않는다고 생각했지만, 정규군이 실탄을 발사하고 있다는 것을 깨달았을 때, 민병대원 중 총을 장전하고 반격할 수 있었던 사람은 거의 없었다고 썼다. 다른 사람들은 살기 위해 도망쳤다. 역사가 마크 어반은 영국 병사들이 환호하며 무기를 내린 민병대원들에게 달려들었다고 썼는데, 이는 질서 정연하게 걸어 들어가 그들을 무장 해제시키는 대신이었다. 어반에 따르면, 한두 명의 마을 주민이 발포했고, 그 후 피트케언의 명령 없이 편성된 한 영국군 중대가 무기를 조준하고 맹렬한 일제 사격을 가했다.
일부 정규군 병사들은 첫 총성이 울타리 뒤나 선술집 모퉁이에서 식민지 관중이 발사했다고 진술했다. 4보병연대 소위 존 바커는 그의 연대가 마을 한가운데에 형성된 200~300명의 민병대(그의 추정치이며 실제 80명보다 많음)에 맞닥뜨렸을 때, 그의 연대는 민병대 대형을 공격할 의도 없이 전진했다고 주장했다. 그는 민병대가 연대에게 두 발을 발사했다고 썼다. 그러자 연대는 민병대에게 돌격하여 발사하고 그들을 도주시켰다.
후에 제출된 진술서에서 민병대원 너새니얼 멀리켄, 필립 러셀 및 32명은 4월 19일 오전 5시경, 북소리를 들은 후 민병대가 연병장으로 가서 수많은 영국군이 그들을 향해 행진하는 것을 발견했다고 증언했다. 그들은 민병대가 해산하기 시작했을 때 민병대원의 일부가 아직 연병장으로 오고 있었고, 영국군이 그들의 등 뒤에서 발포했다고 증언했다. 민병대원들은 많은 병사들이 즉사하거나 부상을 입었지만, 영국군이 발포하기 전에 민병대 중 누구도 총을 쏘지 않았으며, 영국군은 모든 민병대원이 도망칠 때까지 계속 발포했다고 언급했다.

#### 영국군의 콩코드 진격
총성이 울린 후, 정규군은 총검을 들고 돌격했다. 렉싱턴 병사 8명이 사망하고 10명이 부상당했다. 유일한 영국군 사상자는 허벅지에 부상을 입은 병사 한 명뿐이었다. 부상당한 한 명인 프린스 에스터브룩은 민병대에서 복무 중이던 흑인 노예였다.
피트케언의 중대는 그날 임무의 목적을 알지 못했기 때문에 부분적으로 장교들의 통제를 벗어났다. 그들은 다른 방향으로 발포하기 시작했고 사유지로 진입할 준비를 했다. 나머지 정규군과 함께 도착하던 스미스 대령은 총소리를 듣고 앞으로 말을 몰아 상황을 살폈다. 그는 드러머를 찾아 집결을 지시했다. 척탄병들이 곧 현장에 도착했다. 영국군 병사들 사이에서 질서가 회복되었고, 부대는 재편성되어 콩코드로 행진했다.

### 콩코드

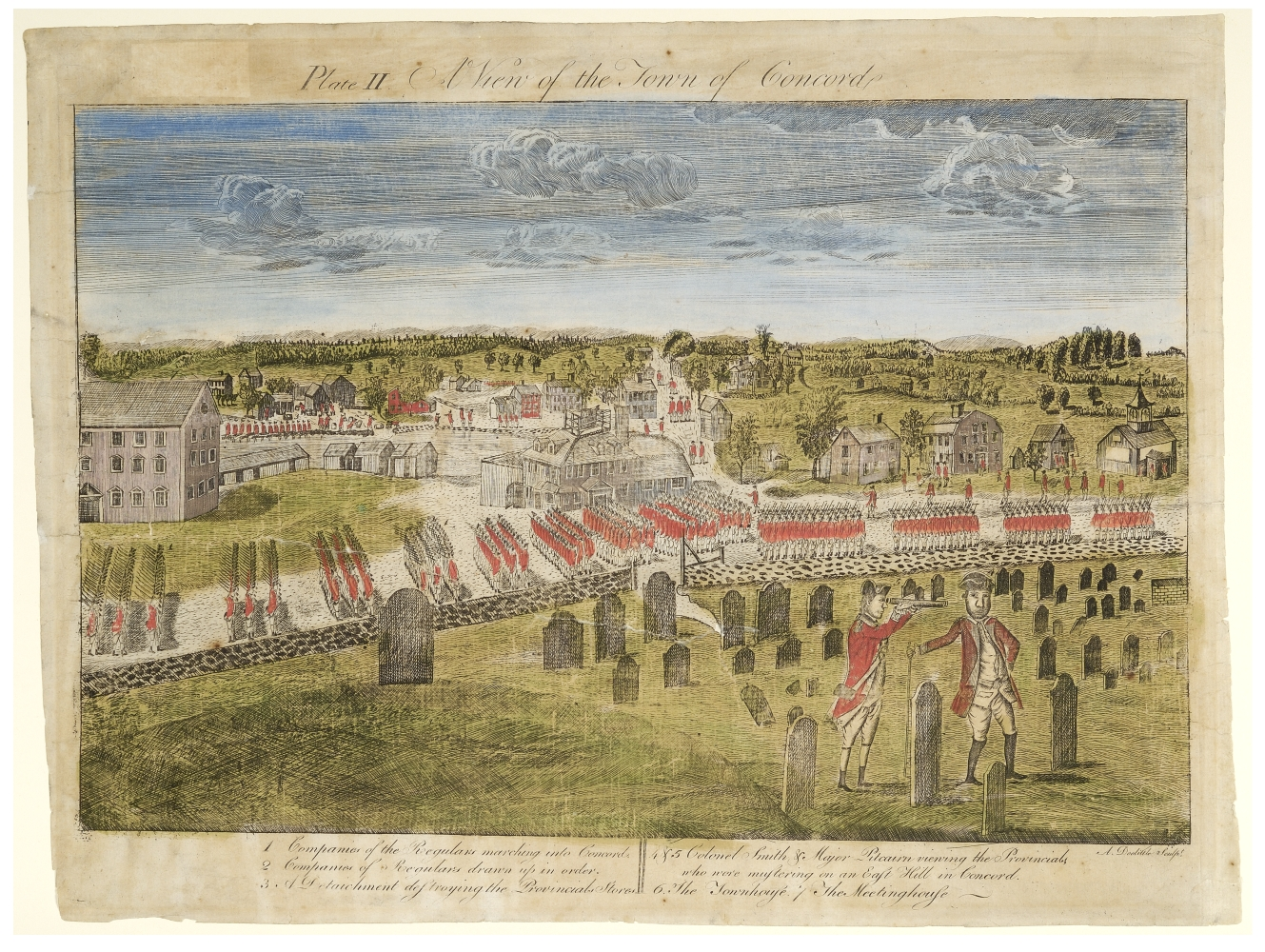
1775년 아모스 둘리틀의 네 가지 판화 중 두 번째로, 영국군이 콩코드에 진입하는 모습을 묘사

경보를 받자 콩코드와 링컨의 민병대원들은 콩코드에 집결했다. 그들은 렉싱턴에서 총격이 있었다는 소식을 들었다. 처음에는 지원군을 기다려 마을을 방어할지, 아니면 동쪽으로 이동하여 우월한 지형에서 영국군과 교전할지 확신하지 못했다. 민병대원들은 렉싱턴 쪽으로 행진하여 영국군과 마주하기 위해 약 1.5 마일 (2 km)를 이동하다가 정규군 대열에 접근했다. 정규군이 약 700명이고 민병대는 약 250명에 불과했기 때문에 민병대원들은 돌아서서 정규군보다 약 500 야드 (457 m) 앞서 콩코드로 돌아왔다. 민병대는 마을을 내려다보는 능선으로 이동하여 장교들은 다음 조치를 논의했다. 그들은 신중하기로 결정했다. 애국파 제임스 배럿 대령은 마을 중심에서 올드 노스 브리지를 건너 북쪽으로 약 1마일 떨어진 언덕으로 병사들을 이끌었고, 그곳에서 영국군의 마을 중심에서의 움직임과 활동을 지켜보았다. 이 조치로 민병대는 영국군과 교전하기 전에 서쪽 마을에서 미닛맨 중대가 도착하면서 병력이 늘어났다.

#### 민병대 보급품 수색
스미스 대령은 게이지의 명령에 따라 콩코드에 도착한 병력을 나누어 보급품을 수색했다. 먼디 폴 대위 지휘하의 10연대 척탄병 중대는 사우스 브리지를 확보했고, 파슨스 대위 지휘하의 7개 경보병 중대 약 100명은 노스 브리지를 확보했다. 민병대원들은 개방된 들판 건너편 노스 브리지에서 영국군을 볼 수 있었다. 파슨스 대위는 5연대, 23연대, 38연대, 52연대에서 4개 중대를 노스 브리지 너머 약 2 마일 (3.2 km) 떨어진 도로로 이끌고 바렛 농장을 수색했는데, 정보에 따르면 그곳에서 보급품을 찾을 수 있었다. 4연대와 10연대에서 2개 중대가 귀환로를 지키기 위해 배치되었고, 43연대에서 1개 중대가 다리 자체를 지키기 위해 남았다. 비교적 경험이 없는 월터 로리 대위가 지휘하는 이 중대들은 400명 이상의 민병대원들에게 수적으로 크게 밀렸다. 로리 대위는 스미스에게 지원군을 요청하는 전령을 보냈다.
충성파 스파이들의 상세한 정보를 바탕으로 척탄병 중대는 군수품을 찾아 작은 마을을 수색했다. 사우스 브리지 도로의 감옥 옆에 있는 이프라임 존스의 선술집에 도착했을 때, 문이 닫혀 있었고 존스는 그들의 진입을 거부했다. 충성파 보고서에 따르면, 피트케언은 존스의 재산에 대포가 묻혀 있다는 것을 알고 있었다. 존스는 총구 앞에서 대포가 묻힌 곳을 보여주도록 명령받았다. 이것들은 24파운드 포탄을 발사하는 거대한 세 조각이었다. 이 대포들은 방어용으로 사용하기에는 너무 무거웠지만, 요새를 공격하는 데는 매우 효과적이었다. 척탄병들은 이 대포들의 포이(砲耳)를 부수어 장착할 수 없게 만들었다. 그들은 또한 마을 회관에서 발견된 포가를 불태웠다. 불이 회관 자체로 번지자, 지역 주민 마사 몰튼은 병사들을 설득하여 양동이릴레이로 건물을 구하도록 도왔다. 영국군은 압수된 밀가루통 대부분을 부수지 않고 지역 방앗간 연못에 던졌다. 또한 550파운드의 머스킷 총알을 방앗간 연못에 던졌다. 대포에 가해진 손상만이 중요했다. 모든 총알과 밀가루 대부분은 회수되었다. 통 가장자리의 밀가루는 효과적으로 통을 밀봉하여 남은 밀가루를 보존했다. 게이지 장군은 스미스 대령에게 "병사들이 주민들을 약탈하거나 사유 재산을 훼손하지 않도록 주의하라"고 명시적으로 지시했다. 따라서 정규군은 수색 중 민간인에게 일반적으로 철저하게 대우했으며, 식음료 비용을 지불하기도 했다. 지역 주민들은 이러한 과도한 예의를 이용하여 이점을 얻었다. 그들은 여러 작은 민병대 보급품 은닉처에서 영국군의 수색을 잘못 유도할 수 있었다.
배럿 농장은 몇 주 전에는 무기고였지만, 4월 19일에는 무기가 거의 남아 있지 않았다. 가족 전설에 따르면, 이 무기들은 심은 작물처럼 보이도록 밭고랑에 재빨리 묻혔다. 영국군은 그곳에서 중요한 보급품을 찾지 못했다.

#### 노스 브리지

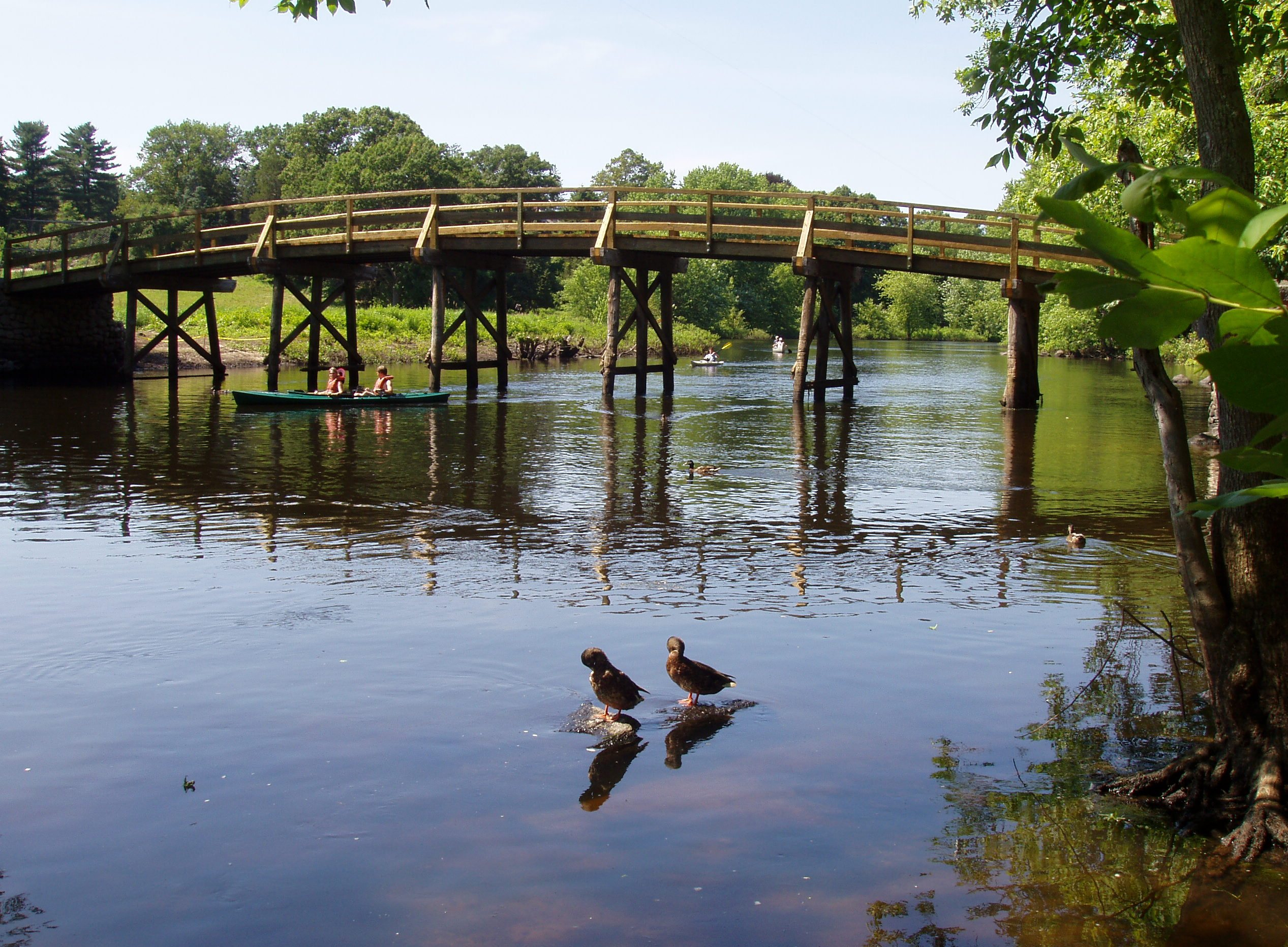
콩코드 미닛맨 국립 역사 공원에 재건된 노스 브리지

배럿 대령의 병사들은 영국군이 포차를 태울 때 마을 광장에서 연기가 피어오르는 것을 보았다. 아래쪽에 소수의 경보병 중대만 보이는 것을 보고 배럿은 언덕 위에서 마을을 향해 노스 브리지에서 약 300 야드 (274 m) 떨어진 낮은 평평한 언덕으로 병사들에게 행군하라고 명령했다. 민병대가 전진하자, 도로 근처에 위치한 4연대와 10연대의 영국군 두 개 중대가 다리로 후퇴하여 언덕을 배럿의 병사들에게 내주었다.
액턴, 콩코드, 베드포드, 링컨 출신의 5개 미닛맨 중대와 5개 민병대 중대가 언덕을 점령했다. 최소 400명의 애국파가 로리 대위의 경보병 중대 (총 90-95명)와 맞섰다. 배럿은 병사들에게 다리로 이어지는 고속도로에 두 줄로 길게 늘어서도록 명령했다. 그 후 언덕 꼭대기에서 노스 브리지를 내려다보면서 배럿과 웨스트퍼드의 존 로빈슨 중령, 그리고 다른 대위들은 다리로 진격하는 것을 논의했다. 배럿은 액턴의 미닛맨 중대를 지휘하는 아이작 데이비스 대위에게 그의 중대가 진격을 이끌 용의가 있는지 물었다. 데이비스는 "저는 갈까 말까 두렵지 않고, 저에게 두려워하는 사람은 한 명도 없습니다."라고 답했다.

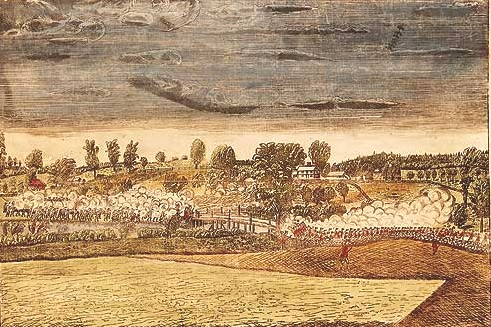
1775년 아모스 둘리틀의 네 가지 판화 중 세 번째로, 노스 브리지 전투를 묘사

배럿은 병사들에게 무기를 장전하되, 먼저 총격을 받지 않으면 발포하지 말라고 명령했다. 그 후 그는 그들에게 전진하라고 명령했다. 로리는 다리를 지키던 영국군 중대들에게 다리를 건너 후퇴하라고 명령했다. 한 장교가 다리의 헐거운 판자를 들어 올리려고 했지만, 민병대 버트릭 소령은 정규군에게 멈추라고 외쳤다. 미닛맨과 민병대는 버트릭 소령과 로빈슨 중령이 이끄는 두 명씩의 종대 대형으로 다리로 전진했다. 그들은 콩코드강의 봄 홍수로 둘러싸여 있었기 때문에 도로를 따라 이동했다.
지원을 받지 못한 로리는 영국군에게 다리 뒤편 강과 수직으로 흐르는 종대 형태의 "거리 사격" 진형을 형성하도록 명령했다. 이 진형은 건물 사이의 좁은 골목으로 대량의 화력을 집중시키는 데 유용했지만, 다리 뒤에서 개방된 경로를 향해 사격하는 데는 적합하지 않았다. 다리를 건너 후퇴하는 정규군도 거리 사격 진형을 형성하려고 시도하면서 혼란이 가중되었다. 진형 후방에 있던 서덜랜드 소위는 로리의 실수를 알아차리고 측면 병력을 파견하라고 명령했다. 그러나 그는 자신의 지휘하에 있는 병사들과 다른 중대 소속이었기 때문에 단 세 명의 병사만이 그에게 복종했다. 나머지는 상급 장교의 명령을 따르기 위해 최선을 다했다.

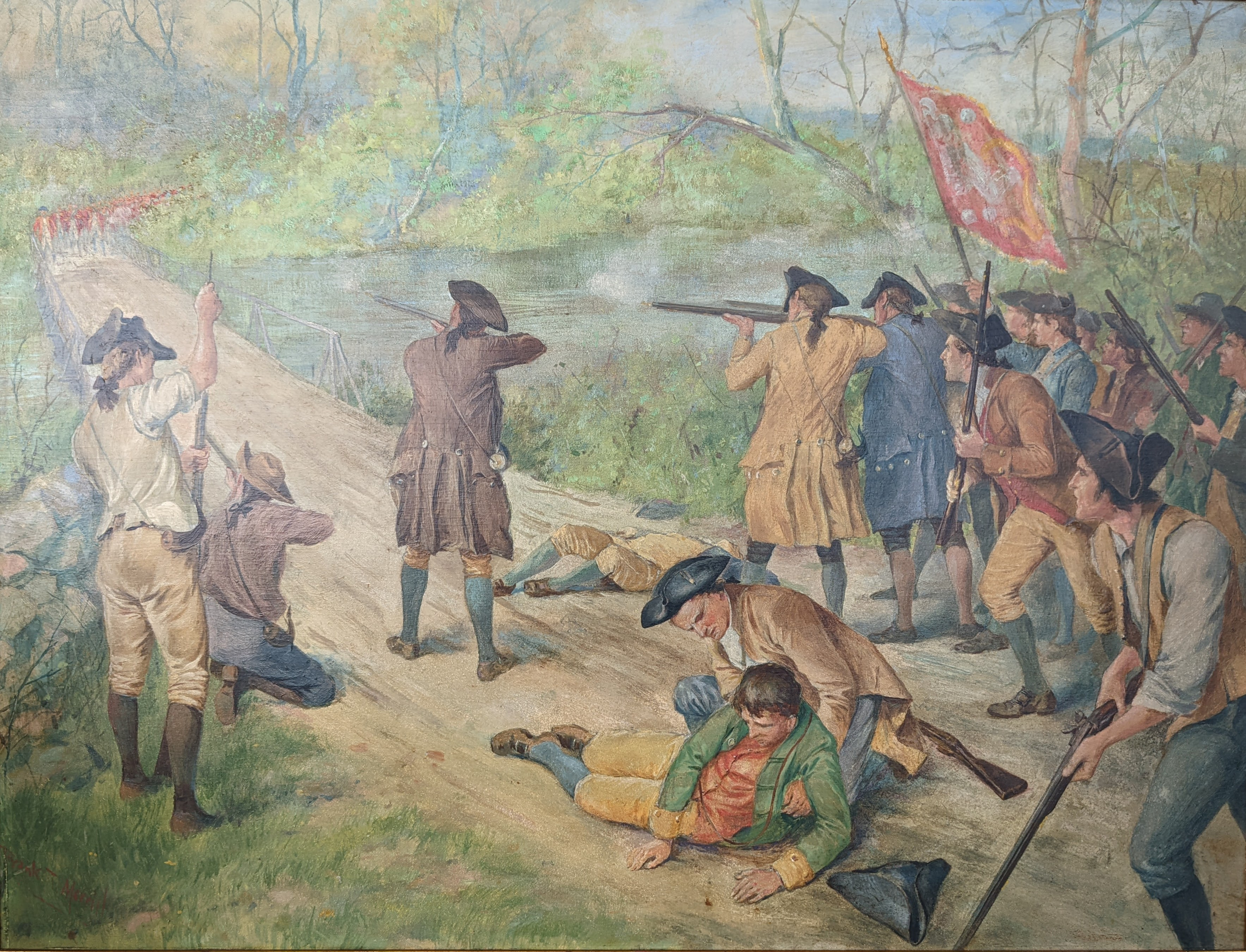
1909년 예술가가 그린 노스 브리지 전투 장면

총성이 울렸다. 로리 대위의 후속 보고서에 따르면, 그 총성은 아마도 공황 상태에 빠진 지친 43연대 영국군 병사가 발사한 경고 사격이었을 것이다. 다른 두 명의 정규군 병사들은 강으로 튀는 총탄을 발사했다. 이어서 앞쪽의 좁은 그룹은 아마도 사격 명령이 떨어졌다고 생각하여, 로리가 사격을 멈추기도 전에 불규칙한 일제 사격을 가했다.
다리로 행진하던 액턴 미닛맨 선두에 있던 두 명이 즉사했다. 네 명이 더 부상당했다. 버트릭 소령은 민병대에게 "발포하라, 하느님을 위해, 동지들이여, 발포하라!"라고 외쳤다. 이때 전선은 콩코드 강과 다리로 분리되어 있었지만, 거리는 불과 50 야드 (46 m)밖에 되지 않았다. 도로에 묶여 사격선을 형성할 수 없었던 소수의 선두 식민지 주민들은 서로의 머리와 어깨 위로 다리 건너편에 밀집한 정규군에게 발포했다. 병사들 앞에서 지휘하던 영국 장교 및 하사관 8명 중 4명이 애국파의 일제 사격에 부상당했다. 4연대 병사 중 최소 3명이 사망하거나 치명상을 입었고, 9명이 더 부상당했다.
다리에 있던 영국군은 수적으로도 밀리고 전술적으로도 열세였다. 효과적인 지휘를 받지 못하고, 적군의 우월한 수에 겁에 질렸으며, 사기가 꺾이고 아마도 이전에 전투 경험이 없었을 영국군은 부상자들을 버렸다. 그들은 마을 중심에서 오던 척탄병 중대의 안전지대로 도주했다. 이 움직임으로 파슨스 대위와 배럿 농장에서 무기를 수색하던 중대들은 고립되었다.

#### 다리 전투 이후

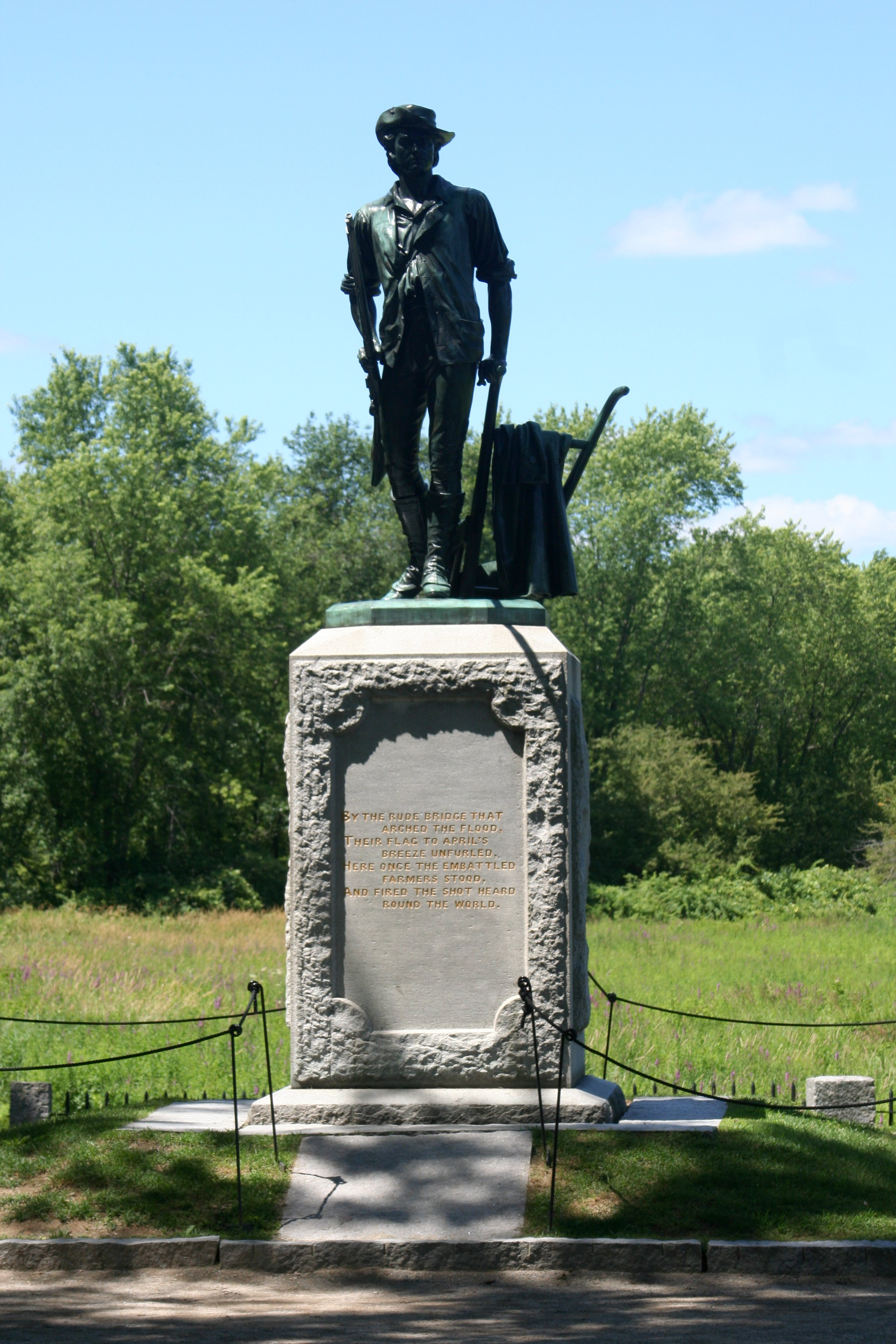
노스 브리지에 있는 대니얼 체스터 프렌치의 "미닛맨"은 전형적인 식민지 주민을 나타내려고 했지만, 또한 동상이 서 있는 곳에서 사망한 액턴의 아이작 데이비스 대위의 이야기에 크게 영감을 받았다. 이 동상에는 랠프 월도 에머슨의 "콩코드 찬가" 구절이 새겨져 있다.

이 전투 단계에서 일부 식민지 주민들은 전진했고, 더 많은 이들은 후퇴했으며, 일부는 집과 가족의 안전을 확인하기 위해 집으로 돌아갔다. 배럿 대령은 결국 통제권을 회복했다. 그는 민병대의 일부를 300 야드 (274 m) 떨어진 언덕으로 되돌렸고, 버트릭 소령과 다른 이들을 다리 건너편 돌담 뒤의 방어 진지로 보냈다.
스미스 대령은 로리로부터 지원 요청을 받은 직후 마을에서의 총격전을 들었다. 그는 재빨리 두 개의 척탄병 중대를 집결시켜 노스 브리지로 직접 이끌었다. 이 병력은 곧 그들을 향해 달려오는 세 경보병 중대의 부서진 병사들과 마주쳤다. 스미스는 이제 바렛 농장의 네 개 중대의 안전을 걱정했는데, 그들의 마을로 가는 길이 이제 보호받지 못했기 때문이었다. 스미스는 그 후 멀리 벽 뒤에 있는 미닛맨을 보았다. 그는 더 자세히 보기 위해 장교들과 함께 앞으로 나아갔다. 그 벽 뒤의 미닛맨 중 한 명은 "만약 우리가 발포했다면, 우리는 거의 모든 장교들을 앞에서 죽였을 것이라고 생각한다. 하지만 우리는 발포 명령을 받지 않았고, 총 한 발도 발사되지 않았다"고 말했다.
배럿 농장으로 파견된 정규군 병력은 헛된 수색을 마치고 돌아오면서 대부분 버려진 전장을 지나 다리 위에 죽거나 부상당한 동료들을 보았다. 죽은 병사 중 한 명은 마치 두피가 벗겨진 것처럼 보였고, 이는 영국 병사들을 분노시키고 충격에 빠뜨렸다. 그들은 다리를 건너 오전 11시 30분까지 마을로 돌아왔다. 식민지 주민들은 공격하지 않고 방어 진지를 유지하며 지켜보았다. 정규군은 마을에서 발견된 소수의 군수품을 계속 수색하고 파괴했으며, 점심을 먹고, 행군을 위해 재편성한 후 정오 이후 콩코드를 떠났다. 이 출발 지연은 외곽 마을에서 온 식민지 민병대원들이 보스턴으로 돌아가는 길에 먼저 도착할 시간을 더 주었다.

### 귀환 행군

#### 콩코드에서 렉싱턴까지

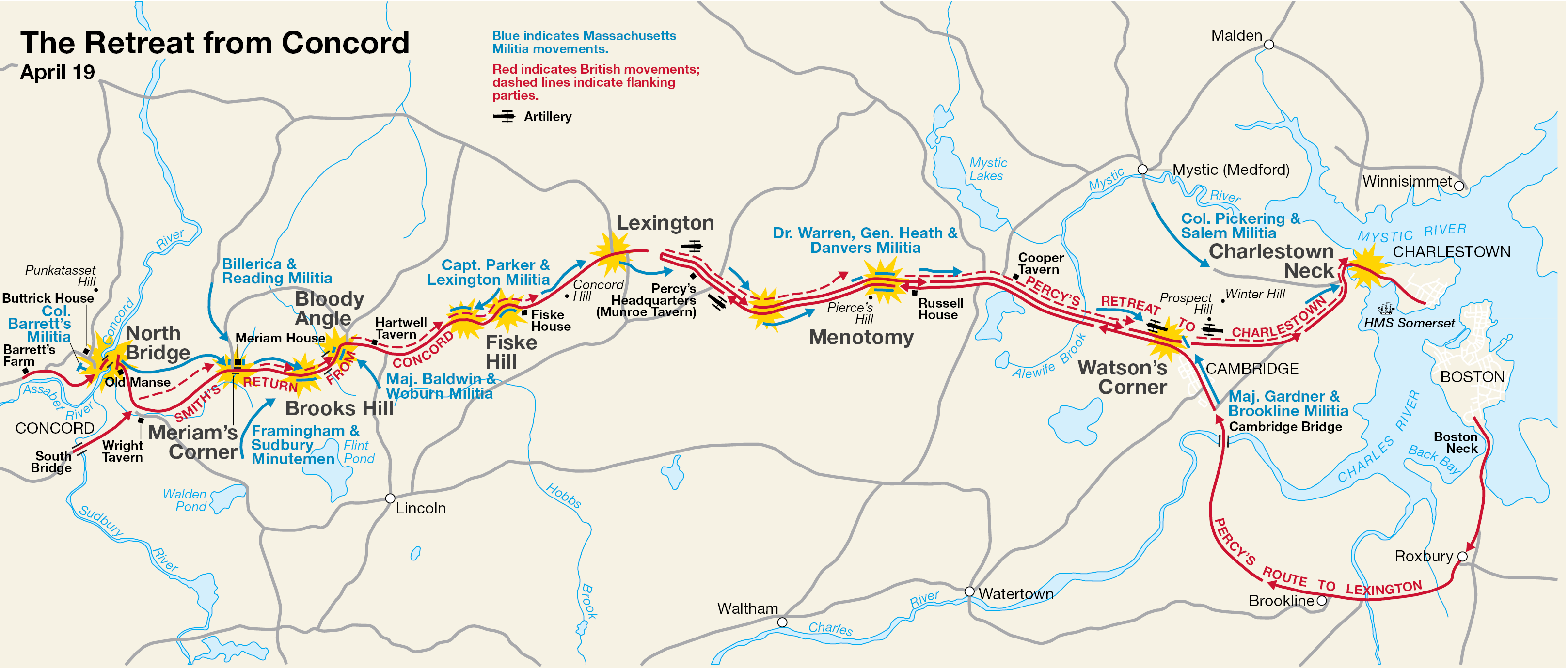
콩코드에서 후퇴하고 퍼시의 구출을 보여주는 미국 국립공원관리청 지도

영국군이 콩코드에서 동쪽으로 행군할 때, 스미스 대령은 능선을 따라 진격하고 약 1,000명의 식민지군으로부터 병력을 보호하기 위해 측면 병력을 보냈다. 이 능선은 콩코드 외곽 약 2km (1마일) 지점에 있는 교차로인 메리엄스 코너 근처에서 끝났다. 그곳에서 주 도로는 밀 브룩의 지류인 엘름 브룩을 가로지르는 다리에 도달했다. 영국군은 다리를 건너기 위해 측면 병력을 주 대열로 후퇴시키고 단 세 명의 병사로 대열을 좁혀야 했다. 북쪽과 동쪽에서 도착한 식민지 민병대 중대들이 이곳에 합류하여 정규군보다 확실히 수적으로 우세했다. 마지막 영국 병사들이 좁은 다리를 건너자, 후위대가 돌아서서 식민지 민병대에게 일제 사격을 가했다. 민병대는 멀리서 불규칙하고 비효율적으로 사격하고 있었지만, 머스킷 사정권 내로 접근했다. 식민지군은 치명적인 효과로 응사했다. 식민지군 사상자 없이 정규군 2명이 사망하고 6명 정도가 부상당했다. 스미스는 작은 다리를 건넌 후 다시 측면 병력을 보냈다.
메리엄스 코너를 지나 약 1 마일 (1.6 km) 떨어진 브룩스 힐(하디스 힐로도 알려짐)에는 거의 500명의 민병대가 도로 남쪽에 집결하여 영국군 대열에 발포할 기회를 기다리고 있었다. 스미스의 선두 병력은 그들을 쫓아내기 위해 언덕을 돌격했지만, 식민지군은 물러서지 않고 공격자들에게 상당한 사상자를 입혔다. 스미스는 병사들을 브룩스 힐에서 철수시켰고, 대열은 링컨으로 이어지는 또 다른 작은 다리로 계속 나아갔다. 그곳 브룩스 선술집에서는 더 많은 민병대 중대들이 도로 북쪽에서 공격을 강화했다.

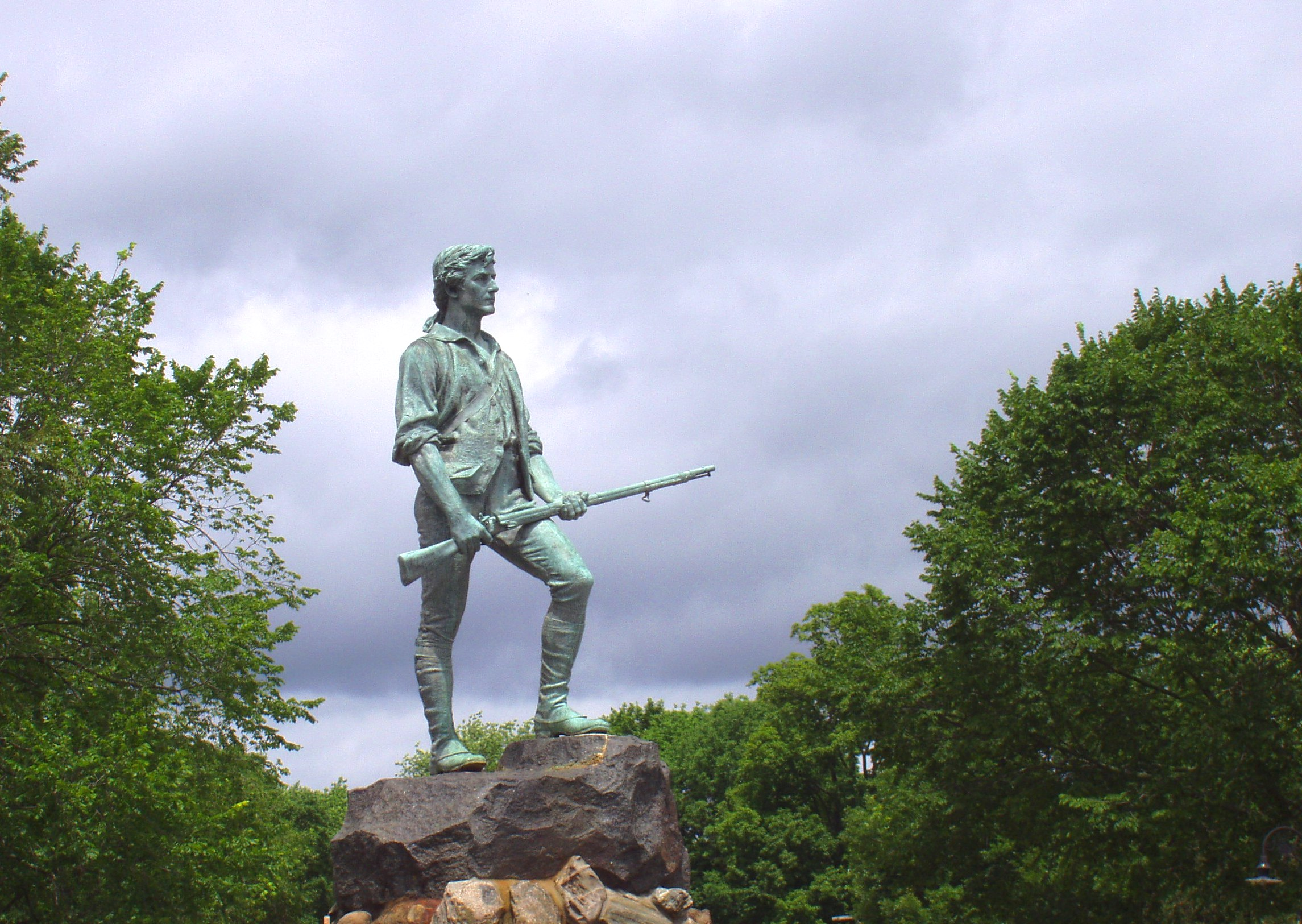
렉싱턴 미닛맨으로 알려진 이 동상은 흔히 존 파커 대위를 묘사한 것으로 여겨진다. 헨리 허드슨 키트슨의 작품으로, 렉싱턴 (매사추세츠주)의 마을 광장에 서 있다.

정규군은 곧 도로의 한 지점에 도달했는데, 지금은 "블러디 앵글"이라고 불리는 곳으로, 도로가 약간 나무가 우거진 지역을 통과하며 왼쪽으로 급격히 휘어진다. 이곳에서 워번 출신 민병대 중대는 도로 굴곡부의 남동쪽에 바위가 많고 나무가 약간 우거진 들판에 자리 잡았다. 메리엄스 코너에서의 교전에서 도로와 평행하게 흘러온 추가 민병대는 도로의 북서쪽에 자리 잡았고, 영국군을 십자포화에 가두었다. 도로상의 다른 민병대 중대들은 뒤에서 공격하기 위해 접근했다. 약 500 야드 (460 m) 더 나아가, 더 많은 민병대원들이 이번에는 오른쪽으로 또 다른 급격한 굴곡부에 위치를 잡았다. 다시 영국군은 도로 양쪽에서 십자포화에 갇혔다. 이 두 급격한 굴곡부를 통과하면서 영국군은 30명의 병사를 사망 또는 부상으로 잃었다. 식민지 민병대원 4명도 사망했는데, 이 중 3명은 장교였다. 영국 병사들은 속도를 높여 탈출했는데, 식민지군은 숲과 습지 지형을 통해 그 속도를 유지할 수 없었다. 영국군 뒤 도로상의 식민지군은 너무 빽빽하게 밀집되어 있고 조직적이지 못하여 뒤에서 괴롭히는 공격 외에는 더 이상 공격할 수 없었다.
다른 마을에서 민병대가 도착하면서 식민지군은 약 2,000명으로 늘어났다. 굴곡부를 지나 동쪽으로 도로가 곧게 뻗어 있었고, 양쪽에는 개간된 들판과 과수원이 있었다. 스미스 대령은 측면 병력을 파견하여 일부 민병대원들을 뒤에서 포위하고 사상자를 발생시키는 데 성공했다. 영국군의 사상자도 이러한 교전과 지속적인 장거리 사격으로 증가했다. 지친 영국군은 이제 탄약이 바닥나고 있었다.
영국군이 링컨과 렉싱턴 경계에 다다랐을 때, 존 파커 대위의 렉싱턴 민병대원들, 이전 교전에서 부상당한 일부를 포함하여, 도로를 내려다보는 언덕에서 그들을 기습했다. 스미스 대령은 허벅지에 부상을 입고 말에서 떨어졌다. 피트케언 소령은 영국군 종대의 실질적인 지휘를 맡았고, 민병대를 쫓아내기 위해 경보병 중대들을 언덕 위로 보냈다. 영국 경보병대는 종대가 동쪽으로 계속 이동하면서 두 개의 언덕—"더 블러프"와 "피스크 힐"—을 더 정리했으며, 새로운 민병대 중대들이 설치한 매복 공격으로 더 많은 사상자를 냈다. 이곳에서 피트케언 소령의 말이 민병대 머스킷 총탄 세례에 놀라 날뛰어 피트케언을 땅에 내던지고 팔에 부상을 입혔다. 이제 두 주요 영국 지휘관 모두 부상을 입거나 말에서 떨어졌다. 그들의 병사들은 지치고 목마르며 탄약도 거의 없었다. 몇몇은 항복하거나 포로로 잡혔다. 일부는 이제 대형을 이탈하여 렉싱턴을 향해 달렸다. 한 영국 장교는 장교들이 선두로 가서 총검을 내밀고 병사들에게 전진하면 죽을 것이라고 말했다고 썼다. 이에 병사들은 맹렬한 포격 아래 대형을 형성했다.
영국군 종대가 렉싱턴에 접근했을 때, 선두에 있는 세 중대 중 부상당하지 않은 영국 장교는 단 한 명뿐이었다. 그는 병사들이 탄약이 거의 없고 너무 지쳐서 측면 병력을 계속 유지할 수 없는 종대의 위태로운 상황을 이해했다. 그는 그 후 앞에서 환호성을 들었다. 퍼시 백작이 지휘하는 약 1,000명의 포병을 갖춘 완전한 영국 여단이 도착했다. 시간은 오후 2시 30분경이었다. 원래 영국군 종대는 오전 2시부터 행군 중이었다.
후에 작성된 기록에서 영국 장교와 병사들은 유럽식 전쟁처럼 대규모 선형 대형으로 맞서 싸우기보다는 나무와 돌담 뒤에서 영국군 종대에 총격을 가하는 식민지 민병대원들에 대해 불만을 표출했다. 이러한 묘사가 신화로 자리 잡았음에도 불구하고, 노스 브리지 전투를 시작으로 영국군 후퇴 내내 식민지 민병대는 엄폐물을 활용하기 위해 분산되었을 때조차도 조직적인 중대 단위로 반복적으로 작전을 수행했다. 그날의 영국군 경험을 돌이켜보며, 퍼시 백작은 미국 전술의 중요성을 이해했는데, 그는 "반군"이 매우 산발적이고 불규칙한 방식으로 공격했지만 인내심과 결단력을 가지고 있었다고 썼다. 그는 그들이 인도인과 캐나다인에 맞서 레인저로 고용되었기 때문에 그들이 무엇을 하고 있는지 알고 있었으므로 그들을 불규칙한 폭도로 보아서는 안 된다고 썼다. 그는 그 나라가 숲과 언덕으로 덮여 있었고 그들의 전투 방식에 매우 유리했다고 언급했다.

#### 퍼시의 구출

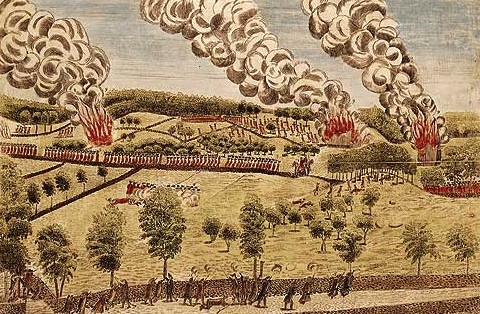
1775년 아모스 둘리틀의 네 가지 판화 중 네 번째로, 렉싱턴에서 퍼시의 구출을 보여줌

게이지 장군은 스미스 대령의 원정대에 지원군이 필요할 수 있다고 예상하여, 보스턴에서 오전 4시에 지원 부대들이 집결하도록 명령을 내렸다. 그러나 비밀 유지에 대한 그의 집착 때문에, 게이지는 1여단 부관에게 명령서를 한 부만 보냈고, 그의 하인이 봉투를 테이블에 두고 갔다. 또한 오전 4시경 스미스 부대는 렉싱턴에서 3마일 이내에 있었다. 스미스는 이제 경보가 시골 전역으로 퍼져나가면서 모든 기습 요소가 사라졌다는 것을 깨달았다. 그래서 그는 보스턴으로 지원군 요청을 하는 전령을 보냈다. 오전 5시경 전령은 보스턴에 도착했다. 퍼시 준장 지휘하의 1여단(4연대, 23연대, 47연대의 보병 중대, 해병대 1개 대대, 왕립 포병대 4대대에서 온 6파운더 대포 2문, 7개 정규 중대에서 온 대대 중대)이 집결하라는 명령을 받았다. 다시 각 지휘관에게 한 부의 명령서만 보내졌다. 해병대 명령은 스미스 부대와 함께 이미 렉싱턴 코먼에 있던 피트케언 소령의 책상으로 전달되었다. 이러한 지연 끝에 약 1,000명 규모의 퍼시 여단은 오전 8시 45분경 보스턴을 떠났다.
퍼시는 보스턴 넥을 가로지르고, 일부 재치 있는 식민지 주민들이 영국군을 지연시키기 위해 판자를 뜯어낸 그레이트 브리지를 건너 육로로 이동했다. 그의 병사들은 그 후 하버드 대학교의 엉뚱한 교사를 만났고, 그에게 렉싱턴으로 가는 길을 물었다. 하버드 교수는 주변에서 무슨 일이 일어나고 있는지 전혀 모르는 듯 생각 없이 올바른 길을 알려주었다. 퍼시의 병력은 오후 2시경 렉싱턴에 도착했으며, 멀리서 총성을 들었다. 그들은 대포를 설치하고 마을이 잘 보이는 고지대에 정규군 병력을 배치했다. 스미스의 병사들은 식민지 민병대가 근접 대형으로 추격하는 도망치는 폭도처럼 접근했다. 퍼시는 포병에게 최대 사거리에서 발포하여 식민지 민병대를 분산시키라고 명령했다. 스미스의 병사들은 퍼시의 전선에 도달하자마자 지쳐 쓰러졌다.
병기대장의 조언에 반하여, 퍼시는 병사들이나 두 문의 포병을 위한 여분의 탄약 없이 보스턴을 떠났다. 퍼시는 추가 마차들이 행군을 늦출 것이라고 생각했다. 퍼시의 병사들은 36발밖에 없었다. 각 포병은 옆 상자에 몇 발의 탄약만 가지고 있었다. 퍼시가 도시를 떠난 후, 게이지는 한 명의 장교와 13명의 병사로 호위되는 두 대의 탄약 마차를 뒤따르게 했다. 이 호송대는 "경보 목록"에 여전히 포함되어 있었지만 60세가 넘어서 민병대에 합류할 수 없었던 나이든 베테랑 민병대원들의 작은 무리에 의해 가로막혔다. 이들은 호송대를 매복 공격하여 마차의 항복을 요구했다. 영국군은 그들을 무시하고 말을 몰았다. 노인들은 발포하여 선두 말을 쏘고, 두 명의 하사를 죽였으며, 장교를 부상 입혔다. 살아남은 영국군 병사들은 도망쳤다. 그들 중 여섯 명은 항복하기 전에 무기를 연못에 던졌다.

#### 렉싱턴에서 메노토미까지

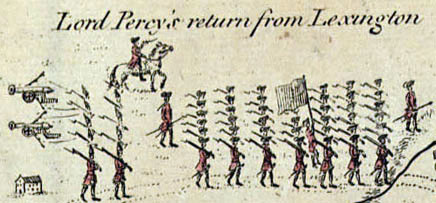
찰스타운으로 돌아가는 퍼시 (1775년 전투 지도에서 발췌)

퍼시는 약 1,700명의 연합군을 지휘하며 행군을 재개하기 전에 그들을 쉬게 하고, 먹이고, 마시게 하며, 야전 지휘본부(먼로 선술집)에서 부상을 치료하게 했다. 영국군은 오후 3시 30분경 렉싱턴을 출발하여 종대의 측면과 후방 방어에 중점을 둔 대형으로 움직였다. 부상당한 정규군 병사들은 대포를 타고 갔지만, 민병대의 총격을 받으면 뛰어내려야 했다. 퍼시의 병사들은 종종 포위되었지만, 그들은 내선의 전술적 이점을 가지고 있었다. 퍼시는 병력을 필요한 곳으로 더 쉽게 이동시킬 수 있었던 반면, 식민지 민병대원들은 그의 대형 외부를 돌아야 했다. 퍼시는 스미스의 병사들을 종대 중앙에 배치했고, 23연대 보병 중대가 종대의 후방을 맡았다. 스미스와 피트케언이 제공한 미국군의 공격 방식에 대한 정보 때문에 퍼시는 후방 부대를 1마일마다 교체하여 일부 병사들이 잠시 쉴 수 있도록 명령했다. 측면 부대는 도로 양쪽에 파견되었다. 강력한 해병대 병력이 선두에서 도로를 확보했다.
이날 일찍, 매사추세츠 준장 윌리엄 히스는 워터타운으로 가서 그날 아침 보스턴을 떠났던 조지프 워런과 매사추세츠 안전위원회의 다른 구성원들과 전술을 논의했다. 히스는 워런과 함께 렉싱턴에 도착하여 퍼시의 포병과 측면 공격에 대응하여 민병대원들에게 포격의 표적이 될 수 있는 밀집 대형을 피하라고 명령했다. 대신, 그들은 퍼시의 행군 방진을 이동하는 산병대로 둘러싸고 최대의 사상자를 최소의 위험으로 입히기 위해 거리를 유지했다. 일부 기마 민병대원들은 도로에 내려 총을 쏘고, 다시 말을 타고 앞서 달려가 같은 전술을 반복했다. 영국군과 식민지 머스킷의 유효 사거리는 약 50 야드 (46 m)였지만, 비기마 민병대원들은 종종 장거리에서 발포하여 총격을 받지 않고 도로상의 영국 병사들을 맞히기를 바랐다. 식민지 보병들도 영국군 종대의 측면 공격자들을 공격했다. 종대가 사정거리를 벗어나면, 보병들은 이동하여 나중에 다시 종대를 공격했다. 히스는 도착하는 민병대 부대에게 전령을 보내 정규군과 교전할 도로변 위치를 지시했다. 히스와 워런 자신들도 전투 중 작은 교전에서 산병들을 이끌었다. 피셔는 전반적인 효과적인 리더십이 애국파의 전술적 성공에 가장 큰 기여를 했다고 언급했다.

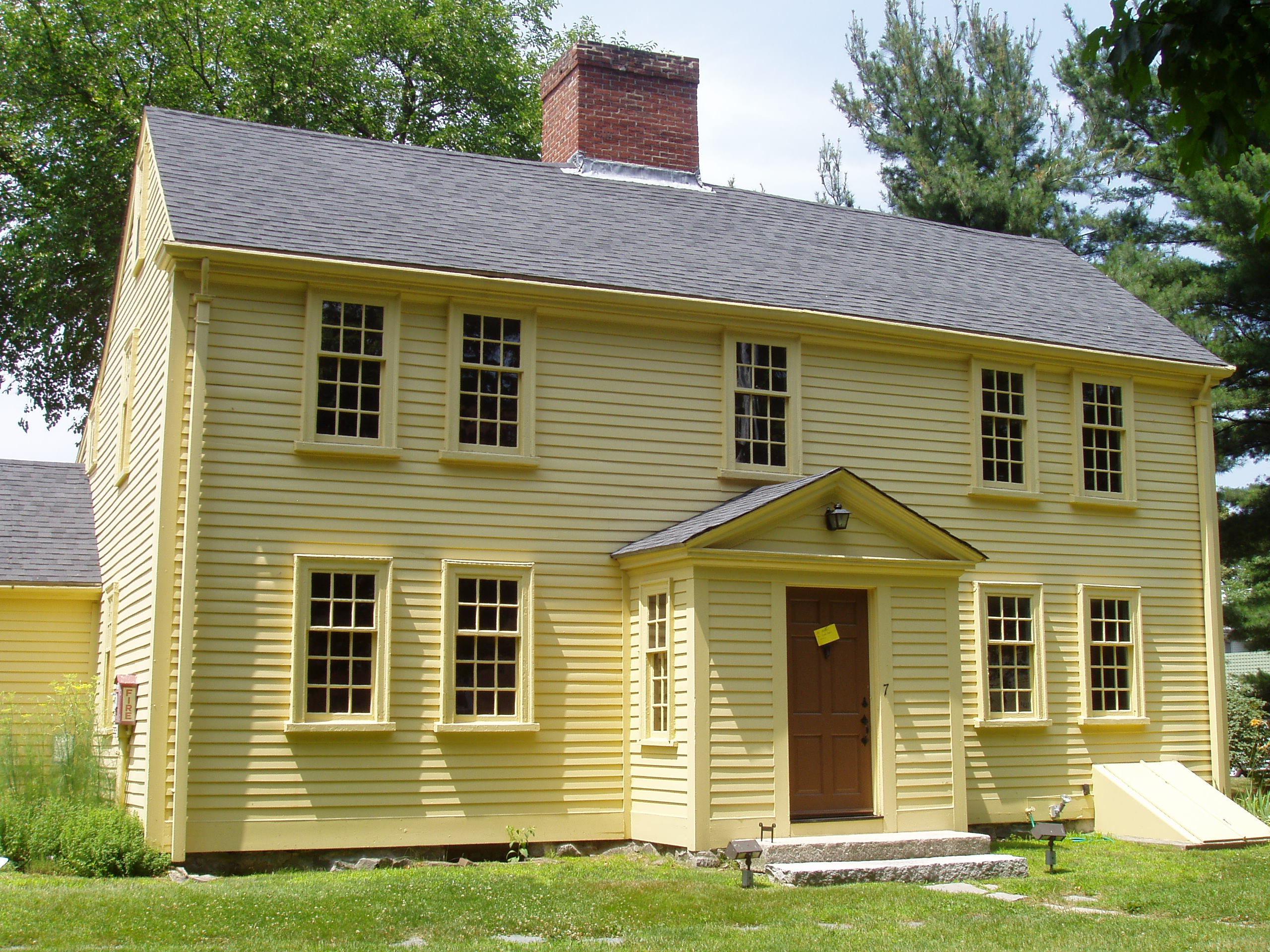
알링턴에 있는 제이슨 러셀 하우스

퍼시의 병력이 메노토미로 진입하면서 전투는 더욱 격렬해졌다. 신선한 민병대원들은 영국군 진영에 맹렬한 총격을 퍼부었고, 개별 주택 소유자들은 자신들의 사유지에서 싸웠다. 일부 주택에 숨어 있던 명사수들은 영국군에게 집집마다 길을 뚫고 나아가게 만들었다. 총 11명의 식민지 전투원과 간신히 걸을 수 있는 소유주 제이슨 러셀이 제이슨 러셀 하우스 또는 그 부지에서 사망했으며, 영국군 공격자 2명도 사망했다.
이 전투 중에 퍼시와 스미스는 병사들에 대한 통제권을 잃었다. 측면 부대의 많은 하급 장교들은 지치고 분노한 병사들이 건물 안에서 발견하는 모든 사람을 죽이는 것을 막는 데 어려움을 겪었다. 일부 정규군은 쿠퍼스 선술집에서 술 취한 두 남자를 살해하는 등의 잔혹 행위를 저질렀는데, 이는 노스 브리지에서 발생한 것으로 추정되는 두피 벗기기 행위와 종종 보이지 않는 적에게서 발생한 자신들의 사상자에 대한 보복이었다. 식민지 주민들은 나중에 선전 가치(그리고 식민지 정부로부터 재정적 보상을 받기 위해)를 위해 영국군의 약탈과 방화에 대한 많은 기록을 과장했지만, 도로변 선술집은 확실히 약탈당했고 병사들에 의해 술이 도난당했다. 집들도 영국 병사들에 의해 약탈당했다. 너무 오래 머물렀던 일부 병사들은 숨어 있던 미닛맨들에 의해 살해되었다.
퍼시는 피트케언과 다른 부상당한 장교들로부터 민병대가 보스턴에 더 가까운 밀집된 마을에서 영국군 종대에 숨어 총을 쏘기 위해 돌담, 나무, 건물을 사용한다는 것을 알게 되었다. 그는 측면 중대들에게 그러한 장소에서 식민지 민병대들을 제거하라고 명령했다. 메노토미와 케임브리지에서는 다른 곳보다 훨씬 더 많은 피가 흘려졌다. 식민지군은 그곳에서 25명이 사망하고 9명이 부상당했으며, 영국군은 40명이 사망하고 80명이 부상당했으며, 47보병연대와 해병대가 가장 많은 사상자를 냈다. 각 측의 하루 사망자의 약 절반이 메노토미와 케임브리지에서 발생했다.

#### 메노토미에서 찰스타운까지
영국군은 메노토미 강(오늘날 알레와이프 브룩으로 알려짐)을 건너 케임브리지로 들어갔고, 전투는 더욱 격렬해졌다. 신선한 민병대가 산발적인 대형이 아닌 밀집 대형으로 도착했고, 퍼시는 두 문의 포병과 왓슨스 코너라는 교차로의 측면 부대를 사용하여 그들에게 심각한 피해를 입혔다.
그날 일찍, 히스는 그레이트 브리지를 해체하라고 명령했다. 퍼시의 여단은 부서진 다리와 민병대로 가득 찬 강둑에 접근하려 할 때, 퍼시는 병사들을 좁은 길(현재 비치 스트리트, 현재의 포터 스퀘어 근처)로 인도하여 찰스타운으로 가는 길로 향하게 했다. 민병대(이제 약 4,000명에 달함)는 이러한 움직임에 대비하지 못했고, 포위망이 깨졌다. 미국군 병력은 도로를 장악하고 있던 프러스펙트 힐(현대 서머빌)을 점령하려고 했지만, 퍼시는 대포를 앞으로 옮겨 남은 탄약으로 그들을 흩어버렸다.
세일럼과 마블헤드에서 대규모 민병대가 도착하여 퍼시의 찰스타운으로 가는 길을 막을 수도 있었다. 이 병력은 인근 윈터 힐에 멈춰서 영국군이 탈출하도록 허용했다. 이 병력의 지휘관인 티머시 피커링 대령은 전면적인 패배를 막아 전쟁을 피하기 위해 영국군이 지나가도록 허용했다는 비난을 받았다. 피커링은 나중에 히스의 명령에 따라 멈췄다고 주장했지만, 히스는 이를 부인했다. 어둠이 내릴 무렵, 피트케언의 해병대는 찰스타운에 진입하는 퍼시의 후방에 대한 마지막 공격을 방어했다. 정규군은 찰스타운 언덕에 강력한 진지를 구축했다. 그들 중 일부는 이틀 동안 잠을 자지 못했고 21시간 동안 40 마일 (64 km)를 행군했으며, 그 중 8시간은 총격 아래 있었다. 그러나 이제 그들은 HMS 서머셋의 중포로 보호되는 높은 지대를 점령했다. 게이지는 재빨리 두 개의 신선한 연대—10연대와 64연대—의 보병 중대를 보내 찰스타운의 고지대를 점령하고 요새를 구축하도록 했다. 이 요새는 결코 완성되지 않았고 나중에 벙커 힐 전투 전인 6월에 건설된 민병대 방어 시설의 출발점이 되었다. 히스 장군은 영국군 진지를 연구하고 민병대를 케임브리지로 철수시키기로 결정했다.

## 전후

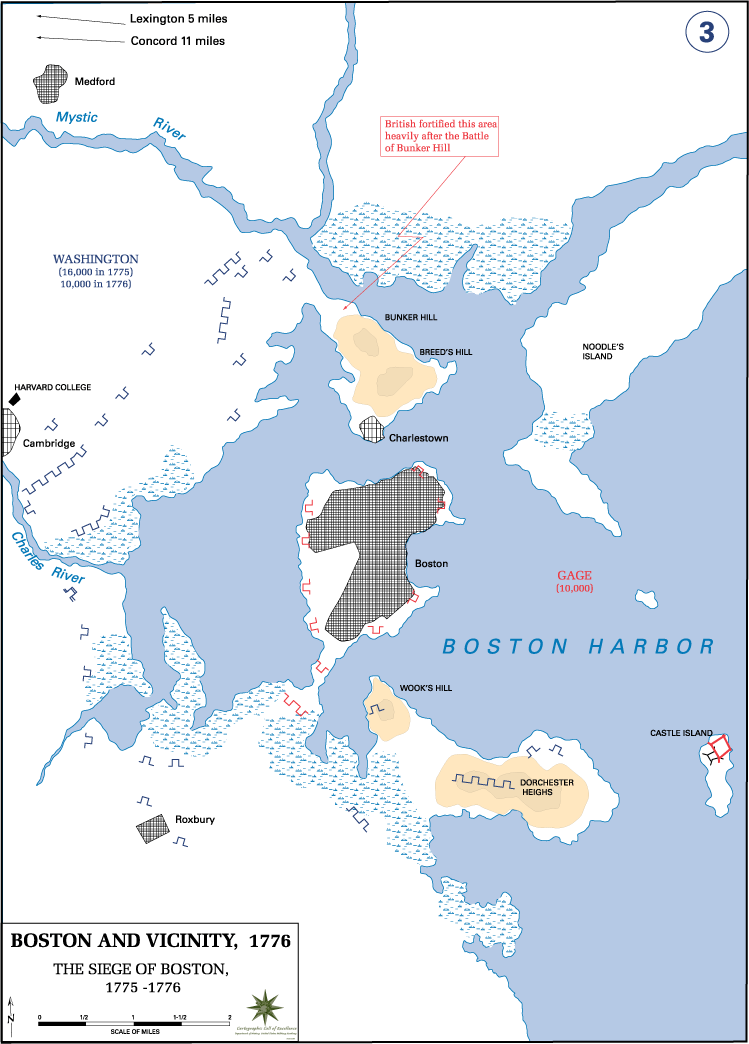
1775년–1776년 보스턴 포위전

영국 원정은 실패였다. 그 결과 발생한 전투와 그 여파로 인해 그들이 막으려 했던 전투가 벌어졌고, 압수된 무기는 거의 없었다.
아침이 되자 보스턴은 뉴잉글랜드 전역에서 온 15,000명 이상의 대규모 민병대에 의해 포위되었다. 알테마즈 워드 장군은 6월 20일에 도착하여 윌리엄 히스를 대신하여 지휘를 맡았다. 그 후 민병대는 첼시에서 보스턴과 찰스타운 반도를 지나 록스버리까지 이어지는 포위선을 형성하여 사실상 보스턴을 삼면으로 포위했다. 다음 날들 동안, 뉴햄프셔 식민지, 로드아일랜드 식민지, 코네티컷 식민지에서 민병대가 도착하면서 식민지 병력은 더욱 늘어났다. 제2차 대륙회의는 이 병사들을 대륙육군의 시작으로 편입시켰다. 이 공개적인 전쟁이 시작된 후에도 게이지는 보스턴에 계엄령을 내리기를 거부했다. 그는 시의 유지들을 설득하여 모든 사유 무기를 반납하면 모든 주민들이 도시를 떠날 수 있도록 약속했다.
전투 후 영국의 정치적 여론 경쟁이 뒤따랐다. 4일 이내에 매사추세츠 임시 의회는 민병대원과 영국군 포로들로부터 수십 건의 선서 진술서를 수집했다. 전투 일주일 후 게이지가 런던에 공식 사건 보고서를 보낼 것이라는 소문이 돌자, 임시 의회는 이 상세한 진술서 묶음을 더 빠른 배에 실어 보냈는데, 이는 사건 참가자 100명 이상이 서명한 것이었다. 이 문서들은 동정적인 관리에게 제출되어 게이지의 보고서가 도착하기 2주 전에 런던 신문에 실렸다. 게이지의 공식 보고서는 너무 모호하여 여론에 영향을 미치지 못했다. 식민지 주민의 친구가 아니었던 조지 저메인은 "보스턴 주민들은 왕의 군대를 공격자로 만들고 승리를 주장하는 것이 옳다"고 썼다. 런던의 정치인들은 자신들의 정책과 지시보다는 게이지를 렉싱턴과 콩코드에서의 실패에 대해 비난하는 경향이 있었다. 보스턴의 영국군은 렉싱턴과 콩코드에서의 실패에 대해 게이지와 스미스를 번갈아 비난했다.
전투 다음 날, 존 애덤스는 브레인트리에 있는 그의 집을 떠나 전장을 따라 말을 타고 달렸다. 그는 "주사위는 던져졌다, 루비콘은 건너졌다"고 확신하게 되었다. 필라델피아의 토머스 페인은 이전에 식민지와 본국 간의 논쟁을 "일종의 법정 소송"으로 생각했지만, 전투 소식을 접한 후 그는 "고집스럽고 심술궂은 잉글랜드의 파라오를 영원히 거부했다"고 말했다. 조지 워싱턴은 마운트 버넌에서 소식을 듣고 친구에게 이렇게 썼다. "한때 행복하고 평화로웠던 아메리카의 평원은 피로 물들거나 노예들이 살게 될 것이다. 슬픈 선택이로다! 그러나 덕 있는 사람이 선택에 망설일 수 있겠는가?"

## 유산

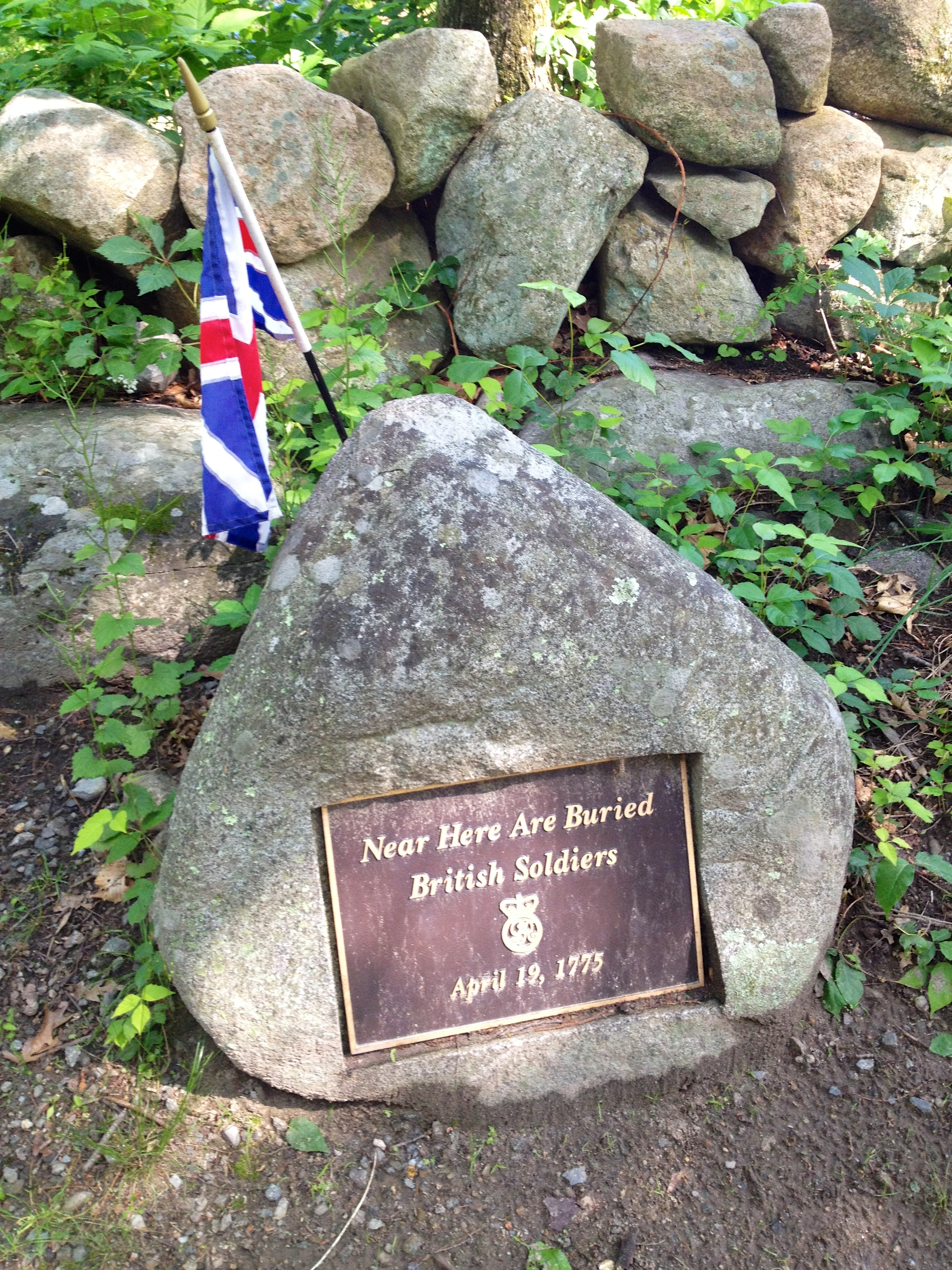
렉싱턴의 배틀 로드를 따라 있는 영국군 병사들의 묘비에는 1775년 영국 국기인 유니언 잭이 새겨져 있다.

전쟁의 첫 전투에 대한 영국의 잘못과 미국의 무고함이라는 이미지를 유지하는 것이 초기 미국 정부에 중요했다. 불리하다고 보고된 활동과 진술서는 출판되지 않고 참가자들(폴 리비어 포함)에게 돌려보내졌다. 그림들은 렉싱턴 전투를 부당한 학살로 묘사했다.
첫 총성에 대한 책임 문제]]는 19세기 초에 심화되었다. 노년의 참가자들의 후기 증언은 모두 영국군이 렉싱턴에서 먼저 발포했다고 말했지만, 많은 사람들은 당시 누가 먼저 발포했는지 확신하지 못했다고 말했다. 이 "전투"는 미국 의식 속에서 거의 신화적인 특성을 띠게 되었다. 완전한 변화가 일어났고, 애국파는 무고한 희생자가 아니라 그들의 대의를 위해 적극적으로 싸우는 모습으로 묘사되었다. 나중의 렉싱턴 소규모 교전 그림들은 민병대가 저항하며 서서 싸우는 모습을 묘사하기 시작했다.
랠프 월도 에머슨은 1837년 자신의 "콩코드 찬가"에서 노스 브리지 사건을 불멸화시켰다. 19세기 대부분 동안 이는 미국인들이 혁명에 대해 배우고 국가 정체성을 형성하는 데 도움이 되는 수단이었다. 1860년 이후, 여러 세대의 학생들이 헨리 워즈워스 롱펠로의 시 "폴 리비어의 밤샘 질주"를 암기했다. 역사적으로는 부정확하지만(예를 들어, 폴 리비어는 콩코드에 도착하지 않았다), 개인이 역사의 흐름을 바꿀 수 있다는 생각을 담고 있다. 20세기에는 역사적인 날의 사건에 대한 대중과 역사의 의견이 시대의 정치적 분위기를 반영하여 다양하게 나타났다.
거친 다리가 홍수를 가로막고,
그들의 깃발이 4월의 바람에 휘날렸네.
이곳에 한때 전투에 나선 농부들이 서서
세상을 울린 총성을 쏘았네.
렉싱턴 전투의 현장은 현재 렉싱턴 배틀 그린으로 알려져 있다. 이곳은 미국 국립사적지에 등재되어 있으며 미국 국립역사기념물이다. 전투를 기념하는 여러 기념비가 세워져 있다.
콩코드의 노스 브리지 주변 지역과 메리엄스 코너와 서부 렉싱턴 사이의 도로 약 5 마일 (8.0 km)와 주변 지역 및 시대 건물은 미닛맨 국립 역사 공원의 일부이다. 식민지 주민들이 도로를 따라 사용했을 법한 경로를 따라 해석적인 전시물이 있는 산책로가 있다. 국립공원관리청은 종종 (보통 시대 의상을 입은) 직원을 배치하여 지역에 대한 설명과 그날의 사건에 대한 설명을 제공한다. 아메리칸 배틀필드 트러스트와 그 협력자들은 파커스 리벤지 현장의 전장 1에이커를 보존했다.
매사추세츠 주 방위군의 네 개 현역 부대(181보병대, 182보병대, 101공병대대, 그리고 125병참중대)는 렉싱턴 콩코드 전투에 참전한 미국군 부대에서 유래했다. 미국 해군의 여러 함정, 포함하여 제2차 세계 대전 항공모함 두 척은 렉싱턴 전투를 기리기 위해 명명되었다.

## 기념 행사
매사추세츠의 법정 공휴일인 애국일 (4월)은 전투를 기리기 위해 매년 4월 셋째 주 월요일에 기념된다. 이 공휴일은 코네티컷주, 메인주, 그리고 위스콘신주 공립 학교에서도 인정된다. 폴 리비어의 기마 재현이 공연되며, 렉싱턴 그린에서의 전투 재현, 그리고 노스 브리지에서는 기념식과 사격이 거행된다.
1875년 4월 19일, 율리시스 S. 그랜트 대통령과 그의 내각 구성원들은 5만 명의 사람들과 함께 전투 100주년을 기념했다. 노스 브리지에 위치한 대니얼 체스터 프렌치의 조각품 미닛맨이 그날 공개되었다. 저녁에는 콩코드 농업 회관에서 공식 무도회가 열렸다.
콩코드 마을은 정부, 군사, 외교단, 예술, 과학, 인문학 분야의 저명한 미국 시민 및 지도자 700명을 초청하여 전투 200주년을 기념했다. 1975년 4월 19일, 11만 명으로 추정되는 인파가 콩코드에서 퍼레이드를 관람하고 미국 독립 200주년을 축하하기 위해 모였을 때, 제럴드 포드 대통령은 노스 브리지 근처에서 주요 연설을 했으며, 이는 전국에 TV로 중계되었다. 포드 대통령은 미닛맨 동상 기단에 화환을 바쳤고, 그 후 피터 램스보텀 주미 영국 대사가 전투에서 사망한 영국 병사들의 묘지에 화환을 바치는 것을 정중히 지켜보았다.

## 같이 보기
- 미국 독립 전쟁의 전투 목록
- 미국 독립 전쟁#초기 전투
- 웨스트민스터 학살

## 참고 문헌
- Anderson, Fred (1984). 《A People's Army: Massachusetts Soldiers & Society in the Seven Years War》. Chapel Hill, NC: University of North Carolina Press. ISBN 978-0-8078-4576-9.
- Beck, Derek W. (2015). 《Igniting the American Revolution: 1773-1775》. Naperville, IL: Sourcebooks, Inc. ISBN 978-1-4926-1395-4.
- Borneman, Walter R. (2014). 《American Spring: Lexington, Concord, and the Road to Revolution》. New York: Little Brown & Company. ISBN 978-0-316-22102-3.
- Bradford, Charles H (1996). 《The Battle Road: Expedition to Lexington and Concord》. Eastern National. ISBN 1-888213-01-9.
- Chidsey, Donald Barr (1966). 《The Siege of Boston: An on-the-scene Account of the Beginning of the American Revolution》. New York: Crown. OCLC 890813.
- Coburn, Frank Warren (1922). 《The Battle of April 19, 1775: In Lexington, Concord, Lincoln, Arlington, Cambridge, Somerville, and Charlestown, Massachusetts: Second Edition Revised and with Additions》. The Lexington historical society. OCLC 2494350.
- Dana, Elizabeth Ellery (1924). 《The British in Boston: Being the Diary of Lieutenant John Barker of the King's Own Regiment from November 15, 1774 to May 31, 1776》. 케임브리지, Massachusetts: 하버드 대학교 출판부. OCLC 3235993.
- Daughan, George C. (2018). 《Lexington and Concord: The Battle Heard Round the World》. New York: W. W. Norton & Co. ISBN 978-0-393-24574-5.
- Emerson, Ralph Waldo (1837). “Emerson's Concord Hymn”. 미국 국립공원관리청. 2008년 7월 9일에 원본 문서에서 보존된 문서. 2008년 10월 2일에 확인함.
- Emerson, Ralph Waldo; Curtis, George William (1875). 《Proceedings at the Centennial Celebration of Concord Fight, April 19, 1875》. Town of Concord. ISBN 9781425514518. OCLC 4363293.
- Evelyn, W. Glanville (1879). 《Memoirs and Letters of Captain W. Glanville Evelyn》. Oxford: James Parker and Co. ISBN 978-1-4290-1742-8.
- Fischer, David Hackett (1994). 《Paul Revere's Ride》. 옥스퍼드 대학교 출판부 US. ISBN 0-19-508847-6. This book is extensively footnoted, and contains a voluminous list of primary resources concerning all aspects of these events.
- Ford, Gerald R. (1975년 4월 19일). “Remarks at the Old North Bridge, Concord, Massachusetts”. The American Presidency Project. 2008년 9월 28일에 원본 문서에서 보존된 문서. 2008년 9월 22일에 확인함.
- French, Allen (1925). 《The Day of Concord and Lexington》. 보스턴: Little, Brown & Co. ISBN 9780598832825.
- French, Allen (1932). 《General Gage's Informers》. 앤아버: University of Michigan Press.
- Frothingham, Richard Jr. (1903). 《History of the Siege of Boston and of the Battles of Lexington, Concord, and Bunker Hill》. Little and Brown. OCLC 221368703.
- Galvin, Gen. John R. The Minute Men: The First Fight: Myths & Realities of the American Revolution, Pergamon-Brassey's, Washington, D.C., 1989. ISBN 0-08-036733-X. This book provides a military perspective on the battle and its leaders.
- Hafner, Donald L. (2006). “The First Blood Shed in the Revolution”. 보스턴 칼리지. 2015년 3월 31일에 확인함.
- Hurd, Duane Hamilton (1890). 《History of Middlesex County, Massachusetts, Volume 1: With Biographical Sketches of Many of Its Pioneers and Prominent Men》. J. W. Lewis & co. OCLC 2155461.
- 《Journals of the Continental Congress, Vol. II, May 10–September 20, 1775》. Washington, DC: Government Printing Office. 1905.
- 《Journals of the House of Commons, Volume 35》. 1775.
- Kifner, John (1975년 4월 20일). “160,000 Mark Two 1775 Battles; Concord Protesters Jeer Ford”. 《뉴욕 타임스》.
- Lister, Jeremy (1931). 《Concord fight, being so much of the narrative of Ensign Jeremy Lister of the 10th regiment of foot as pertains to his services on the 19th of April, 1775, and to his experiences in Boston during the early months of the siege》. 케임브리지, Massachusetts: 하버드 대학교 출판부.
- Massachusetts Provincial Congress (1775). 《A Narrative of the Excursion and Ravages of the King's Troops》. 우스터: Isaiah Thomas.
- Moore, Frank (1876). 《The Diary of the Revolution: A Centennial Volume》. Hartford, CT: J.B. Burr Publishing.
- Morrissey, Brendan (1995). 《Boston 1775》. Osprey Publishing. ISBN 1-85532-362-1.
- Moulton, Martha. “Martha Moulton's testimony and reward, 4 Feb 1776” (PDF). 미국 국립공원관리청. 2008년 2월 16일에 원본 문서 (PDF)에서 보존된 문서. 2007년 12월 21일에 확인함.
- Napierkowski, Marie Rose; Ruby, Mary K (1998). 《Poetry for Students: Presenting Analysis, Context and Criticism on Commonly Studied Poetry》. Gale Research. ISBN 978-0-7876-2724-9.
- Philbrick, Nathaniel (2013). 《Bunker Hill》. New York: Viking. ISBN 978-0-670-02544-2.
- Quarles, Benjamin (1996). 《The Negro in the American Revolution》. Chapel Hill, NC: University of North Carolina Press. ISBN 0-8078-4603-1.
- Raphael, Ray and Marie Raphael (2015). The Spirit of '74: How the American Revolution Began. New York: New Press.
- Revere, Paul (1798). 《Letter to Jeremy Belknap of January, 1798》. Boston: Massachusetts Historical Society.
- Revere, Paul (1775). 《Deposition of April 1775》. Boston: Massachusetts Historical Society.
- Shy, John (1990). 《A People Numerous & Armed》. Ann Arbor: University of Michigan Press. ISBN 978-0-472-06431-1.
- Sawicki, James A. (1981). 《Infantry Regiments of the US Army》. 덤프리스 (버지니아주): Wyvern Publications. ISBN 978-0-9602404-3-2.
- Smith, Samuel Abbot (1874). 《West Cambridge 1775》. Arlington, MA: Arlington Historical Society.
- Tourtellot, Arthur B (1959). 《Lexington and Concord》. New York City: 노턴. ISBN 0-393-00194-6.
- Urban, Mark (2007). 《Fusiliers: Eight Years with the Red Coats in America》. London: Faber and Faber. ISBN 978-0-571-22486-9. OCLC 153556036.
- Ward, Christopher (2011). 《The War of the Revolution》. New York: Skyhorse Publishing. ISBN 978-1-61608-080-8.
- Wright, Jr., Robert K. (1983). 《The Continental Army, Army Lineage Series》. Washington, D.C.: US Army Center of Military History, United States Army. ISBN 978-0-16-001931-9.
- “Maine Legal Holidays”. 《Human Resources Policy and Practices Manual》. Maine Bureau of Human Resources. 2009년 2월 21일에 원본 문서에서 보존된 문서. 2009년 2월 25일에 확인함.
- “Massachusetts Legal Holidays”. 《Citizen Information Service》. Secretary of the Commonwealth of Massachusetts. 2009년 2월 25일에 확인함.
- “Minute Man NHP Things To Do”. National Park Service. 2008년 12월 9일에 원본 문서에서 보존된 문서. 2008년 11월 3일에 확인함.
- “NPS Museum Collections 'American Revolutionary War': Riflemen”. 《Valley Forge National Historical Park》. National Park Service Museum Collections. 2007년 5월 24일에 원본 문서에서 보존된 문서. 2007년 4월 19일에 확인함.
- “None”. 《타임》. 1975년 4월 28일. 2008년 12월 9일에 원본 문서에서 보존된 문서. 2008년 4월 11일에 확인함.
- “Wisconsin Public School Observance Days”. Wisconsin Department of Public Instruction. 2009년 2월 8일에 원본 문서에서 보존된 문서. 2009년 2월 25일에 확인함.

## 더 읽어보기
- Burke, Edmund (1775). 《Speech on Conciliation with the Colonies, March 22, 1775》. 2015년 4월 2일에 확인함.
- Davis, Kenneth C. (2009). 《America's Hidden History》. London: Collins. ISBN 978-0-06-111819-7.
- French, Allen (1926). 《A British Fusilier in Revolutionary Boston》. Harvard University Press.
- Greenwalt, Phillip S., and Robert Orrison. A Single Blow: The Battles of Lexington and Concord and the Beginning of the American Revolution, April 19, 1775. Emerging Revolutionary War Series. El Dorado Hills, CA: Savas Beatie, 2018. ISBN 978-1-61121-379-9.

## 전투 당시 발표된 신문 기사
- “In Provincial Congress / Concord, March 24, 1775”. 《The Virginia Gazette》 (Williamsburg, Virginia). 1775년 4월 21일. 15면. – 매사추세츠 임시 의회의 식민지를 "완전한 방어 상태"로 만들겠다는 결의안
- “In Provincial Congress / April 3, 1775”. 《The Maryland Gazette》 (Annapolis, Maryland). 1775년 4월 20일. – 존 핸콕이 "대영제국에서 마지막으로 도착한 선박으로부터 받은 정보"와 관련 사건을 고려하여 매사추세츠 임시 의회를 소집함.
- “The following was received yesterday, hand-bill, by express / Philadelphia April 24, 1775”. 《The Maryland Gazette》 (Annapolis, Maryland). 1775년 4월 27일. – 전투에 대한 초기 설명과 병력 규모 및 초기 사상자 보고서